# Invasione russa dell'Ucraina del 2022

Progressione dell’invasione dal 24 febbraio al 7 aprile 2022.

L'invasione russa dell'Ucraina del 2022 è l'offensiva militare iniziata dalle Forze armate della Federazione Russa il 24 febbraio 2022, invadendo il territorio ucraino e segnando così una brusca escalation del conflitto russo-ucraino in corso dal 2014. La guerra ha provocato la maggiore crisi per l'accoglienza di rifugiati in Europa dopo la fine della seconda guerra mondiale, tanto che l'Unione europea ha ritenuto necessario invocare la Direttiva di protezione temporanea.
L'intervento armato è stato preceduto da un prolungato ammassamento sul confine delle forze russe iniziato nella primavera 2021, motivato dal presidente russo Vladimir Putin sulla base del timore di un'adesione dell'Ucraina alla NATO e seguito da esercitazioni militari. Pochi giorni prima dell'invasione, la Russia ha riconosciuto l'indipendenza di due Stati autoproclamatisi nella regione del Donbass, all'interno dei confini dell'Ucraina, la Repubblica Popolare di Doneck e la Repubblica Popolare di Lugansk, e il 20 febbraio, in violazione del Memorandum di Budapest sulle garanzie di sicurezza dell'Ucraina, vi ha inviato le proprie forze armate a presidiarne il territorio. L'indomani il Consiglio della Federazione ha autorizzato all'unanimità il presidente Vladimir Putin a usare la forza militare fuori confine.
Numerosi avvertimenti su un'imminente invasione erano già stati diramati dai media a partire dall'ottobre 2021, ma gli alti funzionari russi avevano costantemente negato di starla pianificando.

## Cause
L'intervento armato russo diretto in Ucraina ha le sue radici in un lungo conflitto diplomatico e militare fra i due Paesi. Secondo l'ex segretario di Stato statunitense Henry Kissinger, la situazione geografica della Russia, senza confini naturali eccetto l'Artico e l'Oceano Pacifico, le permise di sviluppare, per molti secoli, una politica estera basata sull'espansione dello Stato in ogni direzione (come fu descritta da Afanasy Ordin-Nashchokin, ministro dello zar Alessio I nel XVII secolo); questa alimentò negli anni la volontà di riguadagnare la sfera di influenza persa con lo scioglimento dell'Unione Sovietica e di assicurarsi posizioni strategiche come la Crimea, che affaccia sul Mar Nero.
La rivoluzione ucraina del 2014, conclusasi il 23 febbraio con la fuga a Sebastopoli di Viktor Janukovyč, la sua esautorazione e il conseguente passaggio da un esecutivo filorusso a uno filoccidentale, aveva determinato due fatti fondamentali: l'avvicinamento dell'Ucraina ai Paesi occidentali (UE, NATO), tramite una sempre più stretta cooperazione militare come l'adesione all'EOP program che, nel 2020, esasperò la percezione della "sindrome di accerchiamento" da parte della Russia e, a partire dal 28 febbraio 2014, l'occupazione militare della Crimea, inizialmente con forze non identificate, e la veloce annessione della penisola alla Russia, a cui seguirono, il 6 aprile, la secessione armata della regione del Donbass e numerosi scontri nell'Ucraina orientale tra i filorussi e i filoucraini. I contrasti più gravi avvennero il 2 maggio 2014 nella città di Odessa tra filorussi, gruppi nazionalisti ucraini appartenenti al partito Pravyj Sektor e neonazisti legati anche ai gruppi ultras del Metalist, che culminarono nell'incendio alla Casa dei sindacati, con la morte di 42 persone tra militanti filorussi e presenti nell'edificio.
Il 5 settembre 2014 venne firmato il Protocollo di Minsk tra i rappresentanti di Ucraina, Russia, OSCE, e, senza alcun riconoscimento del loro status, anche da parte degli allora leader delle autoproclamate Repubblica Popolare di Doneck (DNR) e Repubblica Popolare di Lugansk (LNR), prevedendo un cessate il fuoco immediato, lo scambio dei prigionieri e l'impegno, da parte dell'Ucraina, di garantire maggiore autonomia alle regioni di Doneck e Lugansk. Tuttavia, nonostante avesse portato ad un'iniziale diminuzione delle ostilità, l'accordo non venne rispettato. Per questa ragione l'11 febbraio 2015 fu firmato il Protocollo di Minsk II tra i capi di Stato di Ucraina, Russia, Francia e Germania (il cosiddetto Formato Normandia), con il coinvolgimento dell'Organizzazione per la sicurezza e la cooperazione in Europa (OSCE). Tuttavia, l'accordo non modificò sostanzialmente il quadro del conflitto. Nel 2022 François Hollande rivendicò gli accordi di Minsk affermando che "Era chiaro da subito che Putin non aveva intenzione di rispettare gli accordi e in particolare il ritorno all’integrità territoriale ucraina; tuttavia, quegli accordi hanno dato all’Ucraina una cosa fondamentale: il tempo. Sette anni che hanno permesso a Kiev di prepararsi e poi di resistere all’invasione.
Dal 2016 inoltre, nel timore di una possibile invasione della Russia, la NATO organizzò l’addestramento di migliaia di militari ucraini.

## Antefatti

### Ammassamento delle forze russe

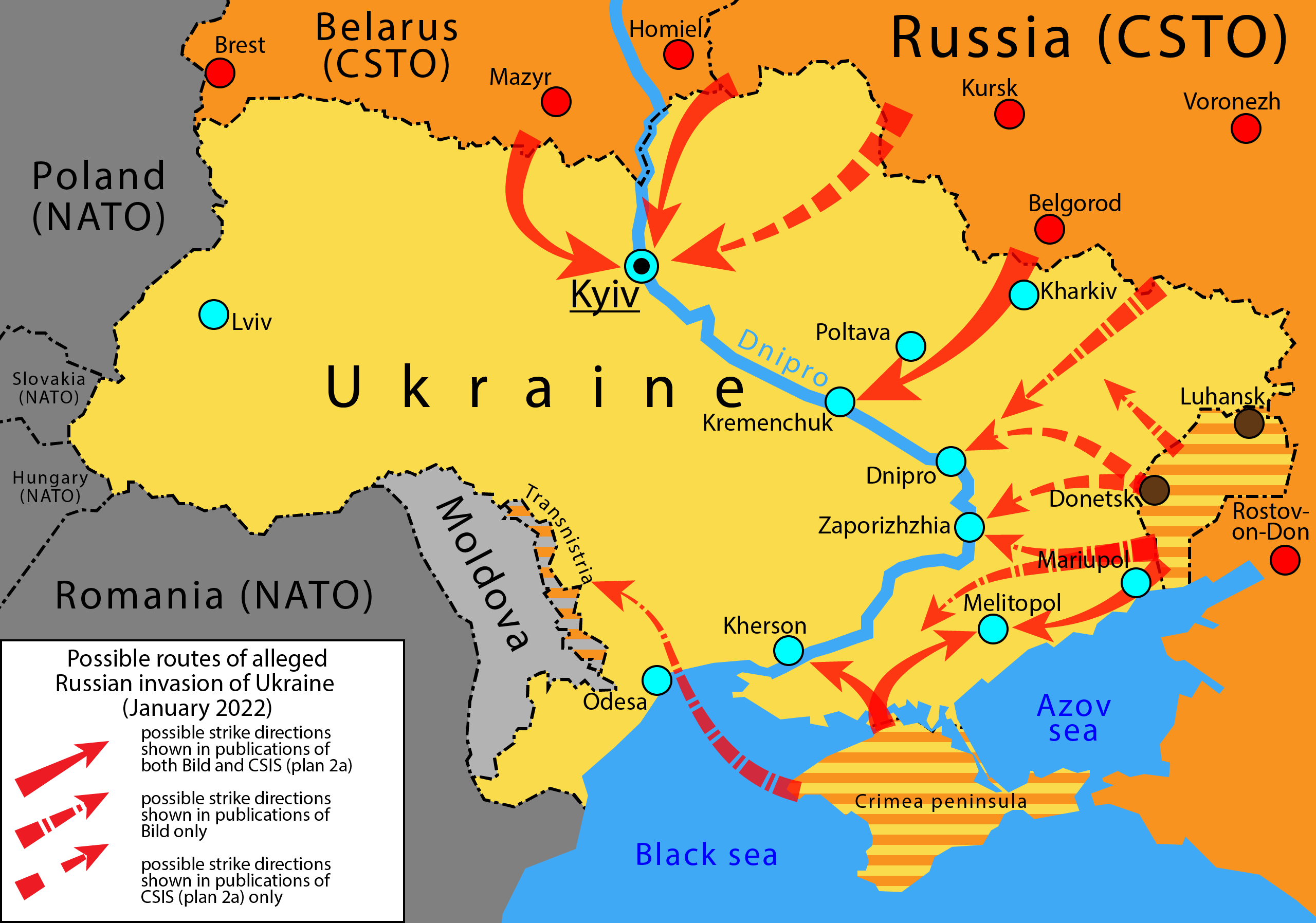
Cartina illustrativa dei due presunti piani russi pubblicati separatamente dalla Bild. e dal Center for Strategic and International Studies (CSIS).

L'invasione iniziò con un grande ammassamento di mezzi e militari russi in Bielorussia – con la scusante di esercitazioni bilaterali congiunte – inizialmente nella primavera 2021, proseguito poi da ottobre 2021 a febbraio 2022 anche lungo il confine russo-ucraino e in Crimea. Durante questo secondo periodo, la Russia inoltrò richieste agli Stati Uniti e alla NATO, avanzando due progetti di trattati che contenevano richieste per quelle che definiva «garanzie di sicurezza», tra cui una promessa legalmente vincolante che l'Ucraina non avrebbe mai aderito alla NATO, nonché una riduzione delle truppe e dei mezzi della NATO stanziati nell'Europa orientale, e minacciò una risposta militare non specificata se l'Alleanza Atlantica avesse continuato a puntare su una linea che definiva aggressiva.

### Accuse russe
Da tempo la Russia denunciava i supposti tentativi del governo ucraino di mettere in atto processi per l'assimilazione forzata della minoranza russa.

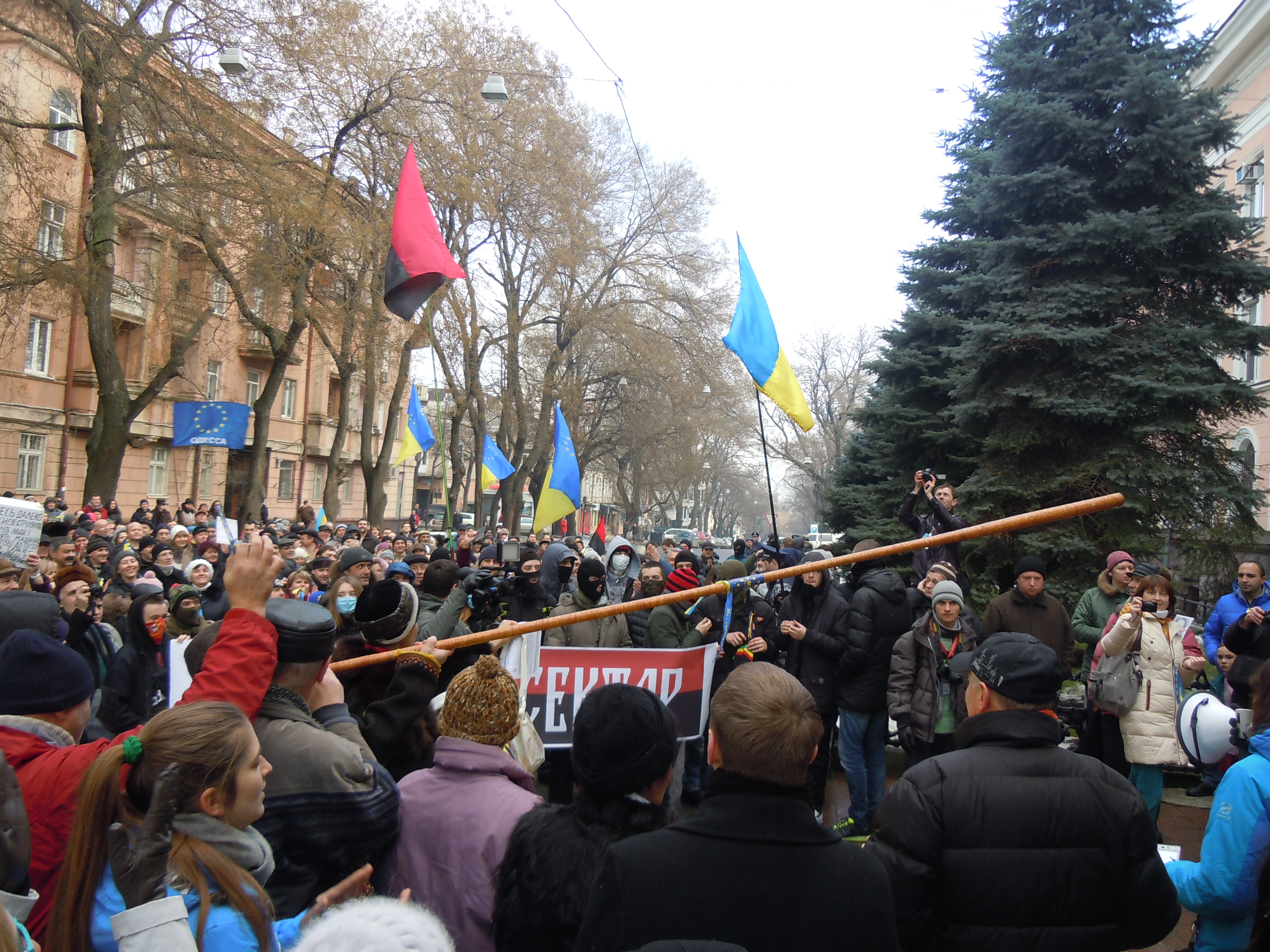
Manifestazione filoccidentale a Odessa (9 febbraio 2014)

Nell'aprile 2014, dopo l'annessione della Crimea, venne vietata l'importazione in Ucraina di film russi prodotti dopo il gennaio 2014 e di quei film post-1991 in cui i soldati russi erano positivamente rappresentati, Nell'agosto dello stesso anno venne proibita l'importazione di 38 libri e compilata una lista di persone a cui fu vietato l'ingresso nel Paese a causa della loro posizione verso la guerra del Donbass, contenente inizialmente cantanti e attori russi ed estesa nel settembre a blogger e giornalisti anche di altre nazionalità. A giugno fu messa fuorilegge anche la simbologia nazista e comunista, e aumentato il sostegno ai movimenti LGBT e per l'identità di genere.
Nel febbraio del 2018 la Corte costituzionale dell'Ucraina annullò la legge introdotta da Yanukovych nel 2012 che consentiva l'utilizzo del russo come lingua ufficiale nelle regioni a maggioranza russofona di Donec'k e Luhans'k. Il 24 aprile Putin firmò la semplificazione delle procedure per l'ottenimento del passaporto russo da parte dei residenti ucraini nelle regioni secessioniste del Donbass, in risposta il 25 aprile 2019 il parlamento ucraino ratificò l'annullamento della legge del 2012.
Nelle settimane precedenti l'invasione, Putin dichiarò più volte che, in particolare nella regione del Donbass, i russofoni erano vittime di una discriminazione che assumeva sempre più la forma del genocidio. Queste dichiarazioni non trovavano conferma nei report delle organizzazioni internazionali, tra le quali l'Alto commissariato delle Nazioni Unite per i diritti umani, la missione speciale di osservazione dell'OSCE in Ucraina e il Consiglio d'Europa né nei fact checking dei principali organi di stampa. Le affermazioni di Putin sul genocidio dei russofoni non trovarono credito negli Stati Uniti, che le ritenne una «falsità riprovevole» pretestuosamente agitata per preparare l'invasione dell'Ucraina.
Il 21 febbraio, in un discorso televisivo dalle forti tinte nazionalistiche, Putin dichiarò che la società ucraina era neonazista e che pertanto la Russia si era posta l'obiettivo di «smilitarizzare e denazificare» il Paese: in realtà, nelle elezioni parlamentari del 2019, i partiti di destra ultranazionalisti non sono riusciti a conquistare alcun seggio nel parlamento ucraino. Secondo le testate giornalistiche occidentali, la denuncia russa della politica nazista in atto in Ucraina è «infondata» e «falsa».

## Guerra

### Escalation
I combattimenti nel Donbass aumentarono in modo significativo il 17 febbraio 2022. Mentre il numero giornaliero di attacchi nelle prime sei settimane del 2022 era variato da due a cinque, l'esercito ucraino riportò 60 attacchi il 17 febbraio. I media statali russi riferirono anche oltre 20 attacchi di artiglieria a posizioni secessioniste lo stesso giorno. Il governo ucraino accusò i secessionisti russofoni di aver bombardato un asilo nido a Stanytsia Luhanska usando l'artiglieria, ferendo tre civili.
Il giorno successivo, le secessioniste repubbliche di Doneck e di Lugansk ordinarono l'evacuazione dei civili dalle rispettive capitali, il cui completamento, secondo fonti russe, avrebbe però richiesto alcuni mesi. I media ucraini riportarono un forte aumento dei bombardamenti di artiglieria da parte dei militanti a guida russa nel Donbass come tentativi di provocare l'esercito ucraino.

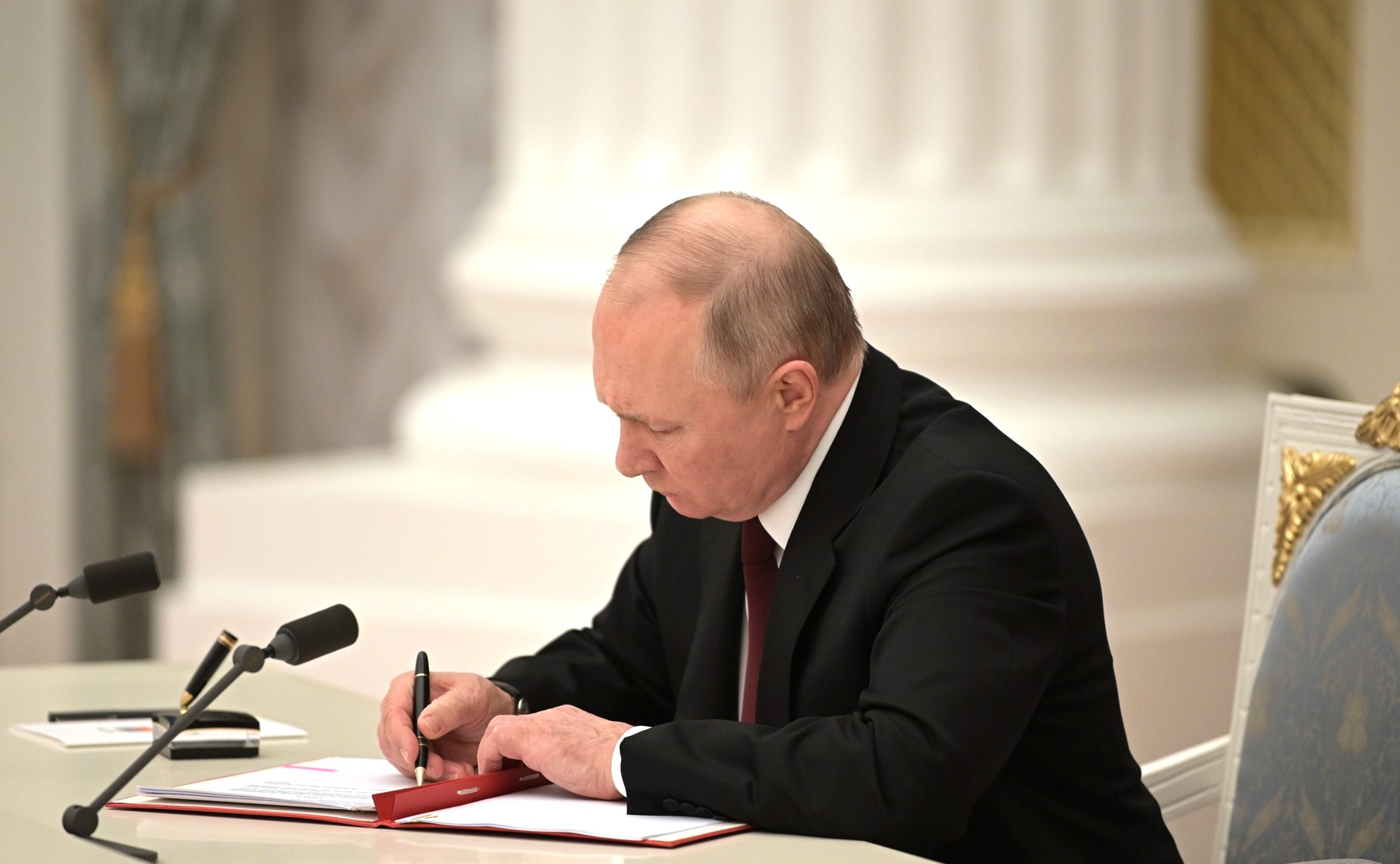
Mosca, 21 febbraio 2022: Vladimir Putin firma i decreti presidenziali di riconoscimento delle Repubbliche Popolari di Doneck e Lugansk e relativi trattati d'amicizia, cooperazione e assistenza reciproca.

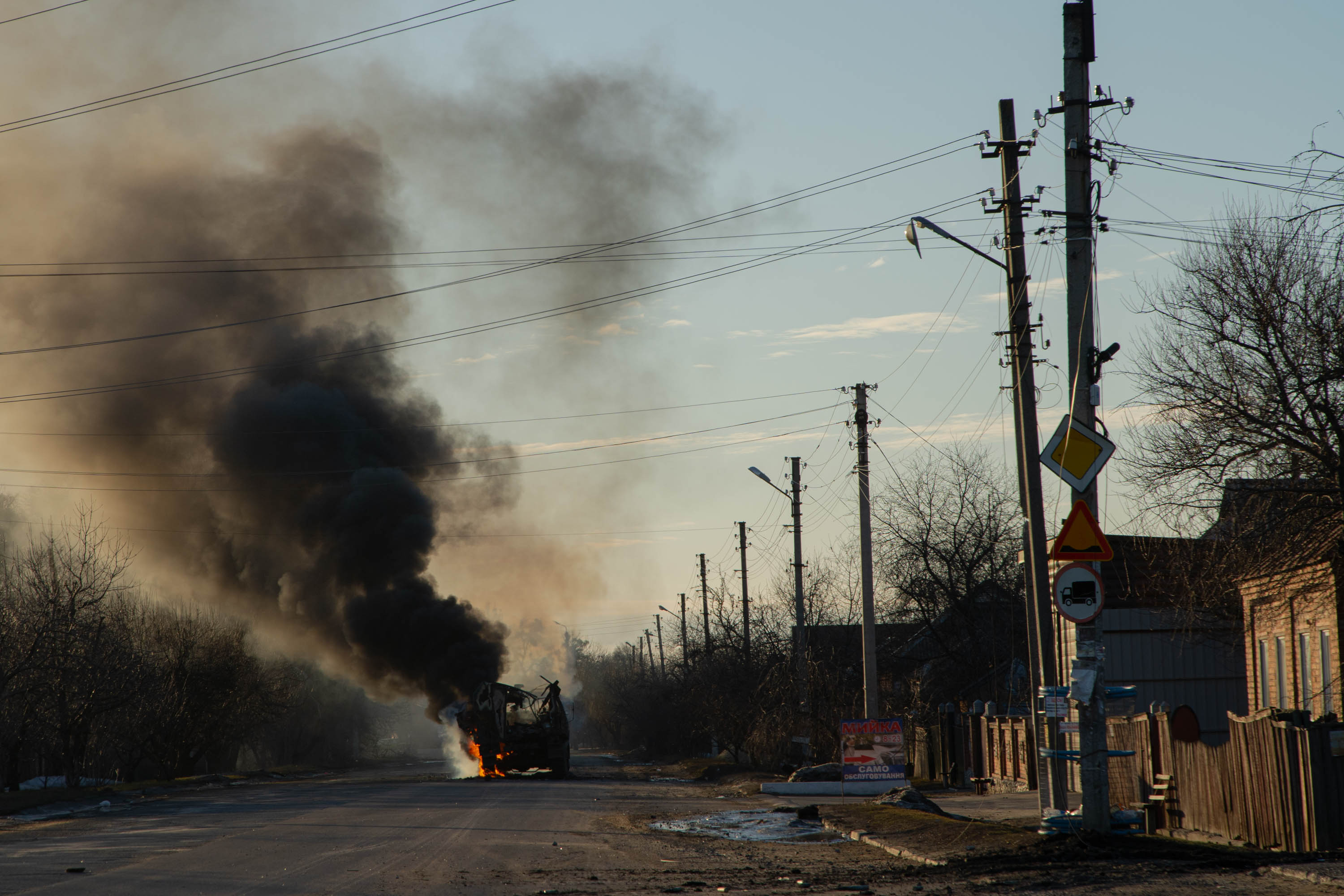
Primo giorno dell'invasione: bus in fiamme tra Charkiv e Kiev

Il 15 febbraio la Duma approvò una risoluzione richiedente al presidente Putin il riconoscimento delle repubbliche secessioniste di Doneck e Lugansk; la risoluzione, proposta dal Partito Comunista della Federazione Russa, partito dell'opposizione di governo, fu approvata con 351 voti favorevoli, 16 contrari (14 parlamentari di Nuova Gente e 2 su 325 di Russia Unita, il partito di Putin) e un astenuto, mentre 82 deputati non parteciparono al voto. Il 21 febbraio successivo Putin quindi riconobbe formalmente l'indipendenza delle due repubbliche e ordinò l'invio di truppe (comprese le forze meccanizzate) nel Donbass, annunciando l'avvio di una "missione di mantenimento della pace".
Nello stesso giorno, il Servizio di sicurezza federale russo (FSB) dichiarò che i bombardamenti ucraini avevano distrutto una struttura di confine dell'FSB a 150 m dal confine tra Russia e Ucraina nell'oblast' di Rostov. Inoltre, il distretto militare meridionale russo denunciò l'incursione di cinque sabotatori ucraini, annunciandone l'uccisione presso il villaggio di Mityakinskaya (oblast' di Rostov) e la distruzione dei loro veicoli da combattimento di fanteria. Il ministro degli Esteri ucraino Dmytro Kuleba smentì entrambi gli incidenti, definendoli operazioni sotto falsa bandiera.
Più tardi, sempre il 21 febbraio, diversi media indipendenti confermarono che le forze russe stavano entrando nel Donbass. Quest'intervento militare fu condannato dal Consiglio di sicurezza dell'ONU.
Il 23 febbraio il parlamento ucraino proclamò lo stato di emergenza nazionale di 30 giorni (entrato in vigore a mezzanotte), con esclusione dei territori occupati nel Donbass, e ordinò la mobilitazione di tutti i riservisti delle forze armate ucraine. Lo stesso giorno, la Russia iniziò a evacuare la sua ambasciata a Kiev. I siti web del parlamento e del governo ucraini, insieme ai siti in Rete bancari, furono colpiti da attacchi DDoS.

### 2022

#### Il 24 febbraio 2022
Il 24 febbraio 2022, in un discorso alla nazione, Vladimir Putin ha ribadito l'accusa agli Stati Uniti e all'Occidente di perseguire l'espansione aggressiva della NATO fino ai confini della Russia. Questa tesi è considerata dai vertici russi un argomento essenziale di sicurezza geostrategica, che da tempo percepiva un senso di accerchiamento dei propri spazi a seguito della caduta dell'Unione Sovietica. Nelle settimane precedenti all'attacco, la Russia aveva richiesto garanzie scritte di un non allargamento della NATO in Ucraina, senza tuttavia raggiungere alcuna forma di accordo. La Russia, nel febbraio 2022, deteneva la presidenza del Consiglio di sicurezza delle Nazioni Unite con Vasilij Nebenzja.
Nelle prime ore del 24 febbraio il presidente ucraino Volodymyr Zelens'kyj ha tenuto un discorso televisivo, rivolgendosi ai cittadini russi in lingua russa e supplicandoli di evitare la guerra, unendosi in questo modo all'appello del segretario generale dell'ONU António Guterres che aveva dichiarato: «Date una possibilità alla pace».

#### L'invasione russa iniziale e la resistenza ucraina a Kiev e Charkiv

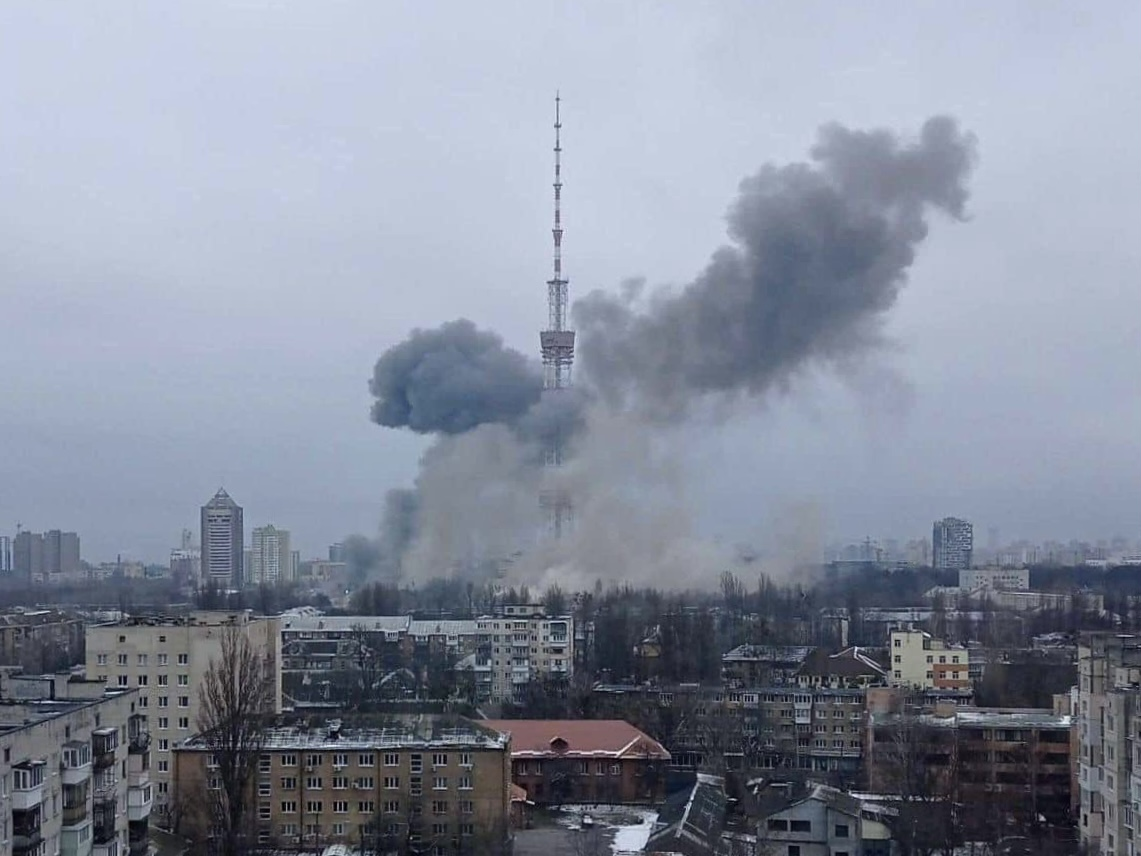
Bombardamento russo della torre della televisione di Kiev

All'alba del 24 febbraio, Putin ha annunciato un'"operazione militare speciale" nell'Ucraina orientale finalizzata a garantire la sicurezza dei cittadini russi, e minacciando che i Paesi che fossero intervenuti avrebbero fronteggiato conseguenze mai viste prima; la dichiarazione è stata immediatamente seguita da attacchi aerei e missilistici verso obiettivi strategici che hanno colpito località in tutta l'Ucraina, inclusa la capitale Kiev e i posti di frontiera ucraini con Russia e Bielorussia. Due ore dopo, le forze di terra russe sono entrate nel Paese. Durante le prime 24 ore del conflitto, la Russia ha effettuato contro l'Ucraina 160 lanci di missili (balistici e da crociera) e 75 incursioni aeree.
Il presidente Zelens'kyj ha risposto promulgando la legge marziale, interrompendo i rapporti diplomatici con la Russia e annunciando la mobilitazione generale.
Poco dopo sono iniziate le operazioni belliche. L'esercito russo è penetrato in territorio ucraino da nord dal confine ucraino-bielorusso, a est dal confine russo ucraino e a sud dalla Crimea unilateralmente annessa nel 2014.
Da nord l'ingresso nel Paese è avvenuto sia dal confine russo-ucraino sia da quello tra l'Ucraina e la Bielorussia. Il 24 febbraio le truppe russe hanno preso controllo delle città fantasma di Černobyl' e Pryp"jat', compresa la centrale nucleare, per poi puntare verso la capitale Kiev con l'obiettivo di accerchiarla. L'avanzata è stata però rallentata dalla resistenza delle truppe ucraine, che non sono tuttavia riuscite a difendere l'aeroporto Antonov di Hostomel', perso tra il 24 e il 25 febbraio a causa dell'intervento di paracadutisti russi elitrasportati.

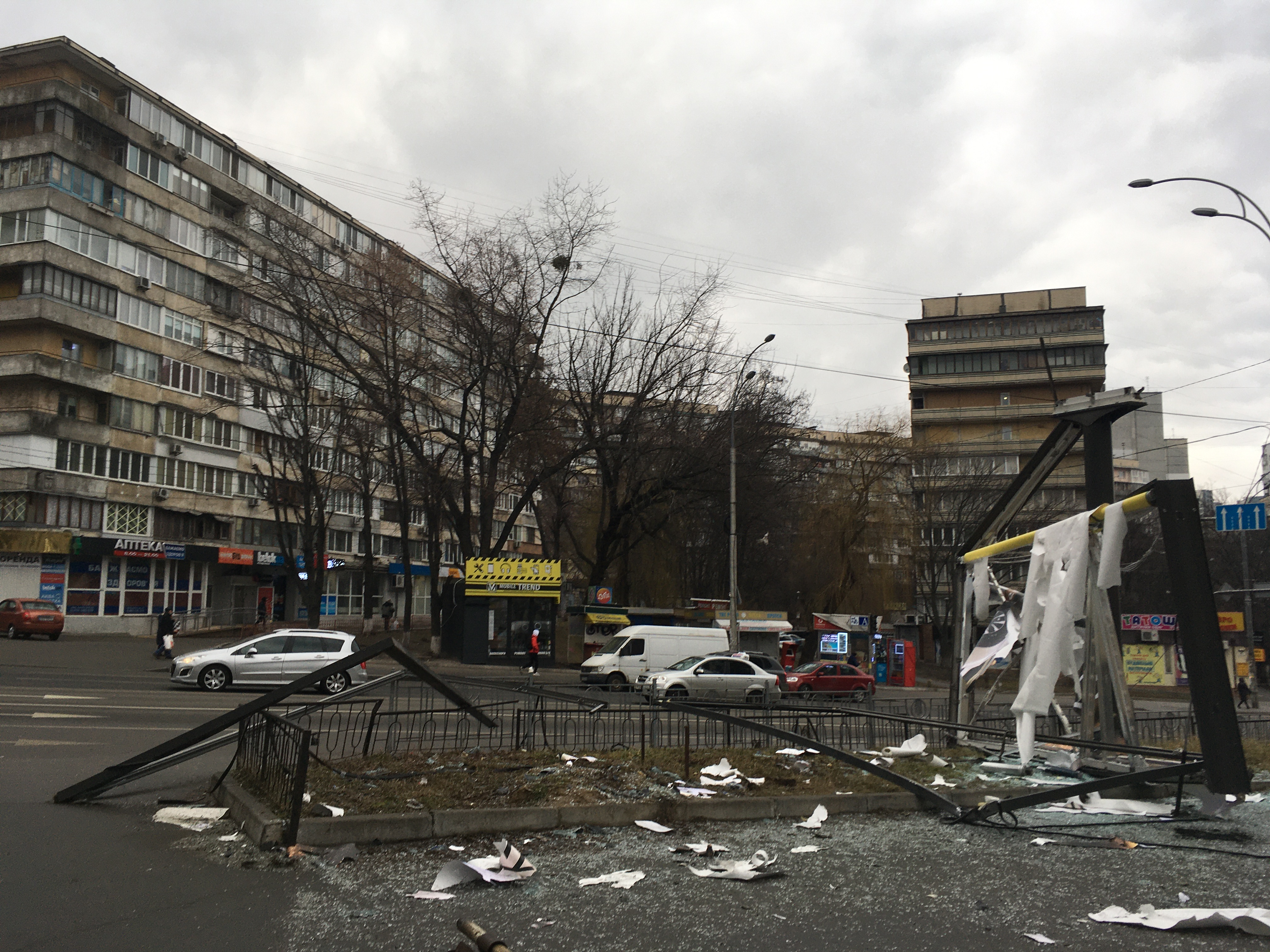
Struttura a Kiev distrutta da un attacco missilistico

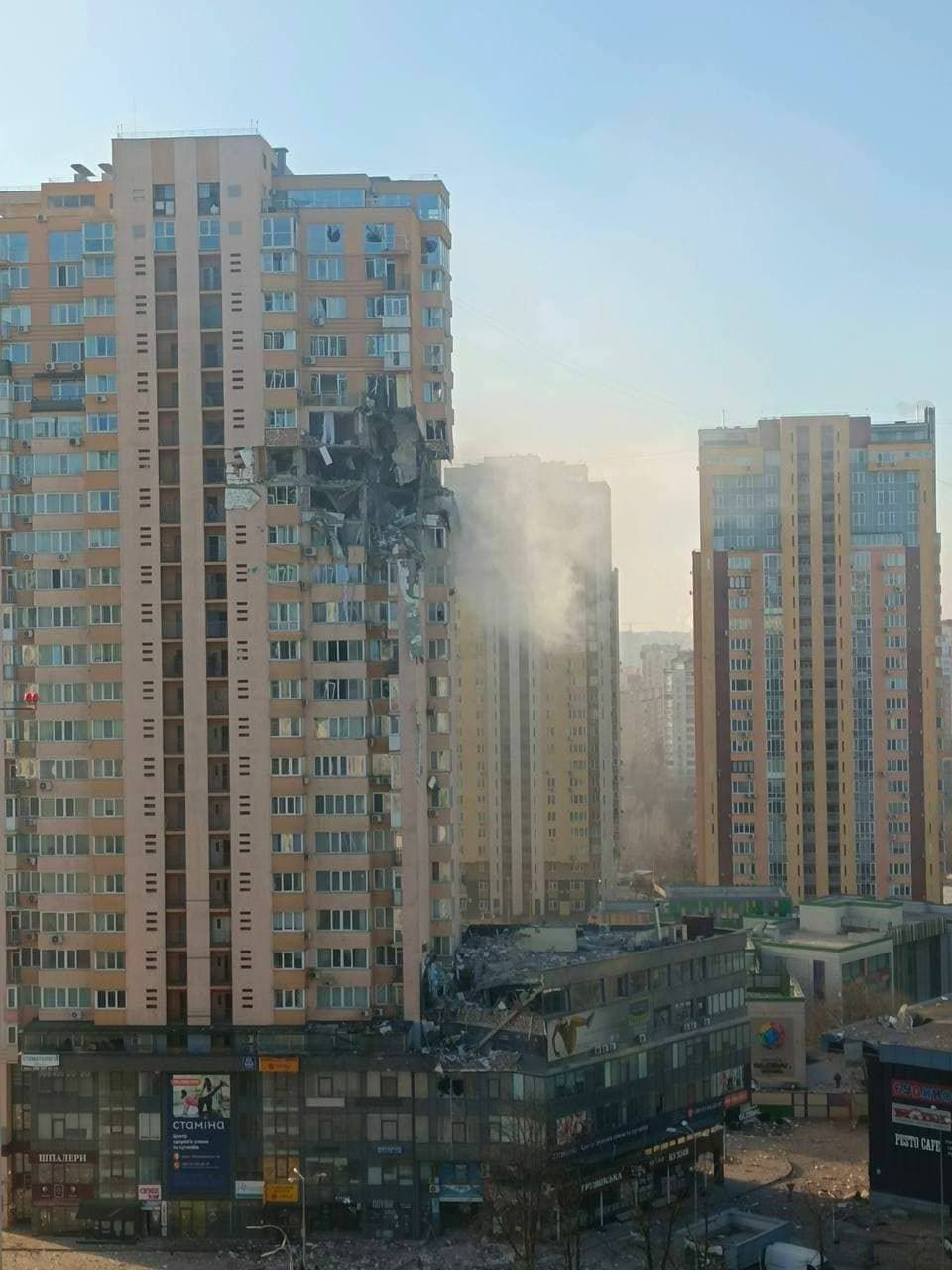
Condominio a Kiev colpito da un missile il 26 febbraio

A est, l'esercito russo è inoltre avanzato nel territorio delle autoproclamate repubbliche di Lugansk e Donetsk, nel Donbass.
A sud, il 24 febbraio la marina russa ha preso il controllo dell'isola dei Serpenti, in posizione strategica a circa 45 km dalle coste di Odessa e della Romania. Il maggior avanzamento delle forze russe si è però registrato a partire dalla Crimea e ha consentito loro di prendere il controllo del canale della Crimea settentrionale, della città di Cherson e dell'importante centrale nucleare di Zaporižžja, conquistata il 4 marzo. Sempre dalla Crimea, le truppe russe si sono spinte verso est seguendo la costa, fino a ricongiungersi con quelle penetrate dal Donbass e ad accerchiare Mariupol'.
Il 27 febbraio Putin ha ordinato l'attivazione dei sistemi di allerta nucleare, corrispondente allo stato di preallarme difensivo basato sui missili nucleari.
L'invasione russa ha ricevuto un'ampia condanna internazionale e pesanti sanzioni economico-finanziarie, oltre a scatenare una serie di proteste contro l'invasione da parte della popolazione russa nelle principali città, conclusisi con arresti di massa.
Il 6 marzo l'azione di Putin ha ricevuto il sostegno della Chiesa ortodossa russa, il cui patriarca Cirillo I, nella recita del sermone della Domenica del Perdono, si è espresso violentemente contro lo svolgersi dei gay pride nei Paesi occidentali sostenendo che «Stiamo parlando di qualcosa di molto più importante della politica. Parliamo della salvezza umana [...] siamo entrati in una guerra che non ha significato fisico ma metafisico. Per otto anni si è cercato di distruggere quanto esisteva nel Donbass, dove vi è un fondamentale rifiuto dei cosiddetti valori offerti da chi rivendica il potere mondiale», giudicando l'appoggio all'invasione "un test della fedeltà al Signore".
Il 20 marzo il Consiglio di sicurezza ucraino, in vigenza della legge marziale, ha sospeso l'attività di 11 partiti politici considerati filorussi, compresi i due rappresentati in parlamento: Piattaforma di Opposizione - Per la Vita, con 43 deputati, e Blocco di Opposizione, con 6 deputati. Nello stesso tempo sono state bloccate le trasmissioni di televisioni che non accettano di trasmettere attraverso un'unica piattaforma. Le due decisioni hanno suscitato polemiche in Ucraina, sia con l'accusa al governo di voler raccontare gli eventi con una sola voce e sia comprendendola nella logica della legge marziale e della lotta alla disinformazione, ma riaffermando l'importanza della libertà di parola e della necessità dello Stato di diritto.
Alla fine del mese di marzo 2022 si svolsero a Istanbul, sotto l'auspicio del presidente turco Recep Tayyip Erdoğan, importanti colloqui diretti tra esponenti di primo piano russi e ucraini che sembrarono aprire reali prospettive di accordo; il 29 marzo gli incontri si conclusero apparentemente con alcuni risultati sulle questioni della neutralità dell'Ucraina e di un futuro incontro al massimo livello tra i due presidenti.
Nei giorni seguenti invece nuovi avvenimenti fecero svanire completamente ogni prospettiva di cessazione delle ostilità: gli ucraini ottennero nuovi successi nella regione di Kiev; il 29 marzo l'alto comando russo diede inizio ad un vasto ripiegamento abbandonando rapidamente tutto il territorio conquistato nelle aree settentrionali dell'Ucraina, e soprattutto i primi giorni di aprile vennero scoperti dalle autorità ucraine rientrate in possesso dei territori abbandonati dai russi, i massacri di Buča. I colloqui a Istanbul furono interrotti definitivamente.

#### Conquista russa di Mariupol' e resa dell'Azovstal
A partire dalla fine di marzo la situazione delle truppe ucraine tagliate fuori nell'area di Mariupol' divenne più difficile; le forze russe provenienti da ovest e da est, e quelle, principalmente costituite dai miliziani del Donbass, scese da nord, si congiunsero, accerchiarono completamente la città e iniziarono a entrare nell'area urbana già in parte devastata dai bombardamenti e con una situazione umanitaria drammatica per la popolazione civile.
Le truppe ucraine accerchiate, costituite da fanteria di marina e soldati del Reggimento Azov, si batterono con valore e tenacia, rallentando l'avanzata russa. I russi, miliziani delle forze separatiste, unità regolari dell'esercito, reparti ceceni e fanteria di marina, dovettero aprirsi la strada attraverso l'area urbana con sanguinosi e sfibranti combattimenti nelle strade e negli edifici.
Nonostante le grandi difficoltà e le forti perdite, nella prima metà di aprile 2022, le forze russe ottennero successi decisivi, conquistando l'area urbana centrale, le grandi fabbriche metallurgiche e raggiungendo il porto sul Mar d'Azov. Le residue forze ucraine, principalmente i soldati del Reggimento Azov, si barricarono nella vasta e quasi inaccessibile area industriale metallurgica Azovstal, dove vennero sottoposti a continui bombardamenti d'artiglieria e aerei da parte delle forze russe che tuttavia preferirono non attaccare direttamente il perimetro fortificato. La situazione delle truppe ucraine dentro l'Azovstal, completamente isolati e senza possibilità di soccorso, col passare dei giorni divenne senza speranza e alla fine, il 20-21 maggio 2022, tutti i soldati superstiti si arresero e vennero fatti prigionieri dalle forze russe che quindi completarono la totale occupazione dell'area di Mariupol', compresa l'intera costa del Mar d'Azov.

#### Caduta di Sjevjerodonec'k e Lysyčans'k
Il 22 maggio la BBC ha riferito che, dopo la caduta di Mariupol', la Russia aveva intensificato le offensive a Luhans'k e Donec'k mentre concentrava gli attacchi missilistici e l'intenso fuoco di artiglieria su Sjevjerodonec'k, la più grande città sotto il controllo ucraino nella provincia di Luhans'k.
Il 27 maggio è stato riferito che le forze russe sono entrate nella città di Lyman, catturando completamente la città nei giorni seguenti.
Il 30 maggio Reuters ha riferito che le truppe russe avevano fatto breccia nella periferia di Sjevjerodonec'k.
Con le difese ucraine di Sjevjerodonec'k vacillanti, le truppe russe hanno iniziato a intensificare il loro attacco alla vicina città di Lysychansk come loro prossima città bersaglio nell'invasione.
Il 3 luglio la CBS ha annunciato che il ministero della Difesa russo ha affermato che la città di Lysychansk era stata catturata e occupata dalle forze russe. Il 4 luglio le truppe d'invasione russe hanno continuato la loro invasione nell'oblast di Donetsk per attaccare le città di Sloviansk e Bakhmut.

#### Controffensiva ucraina nelle regioni di Charkiv e Cherson
Le forze ucraine hanno lanciato una controffensiva a sorpresa il 6 settembre nella regione di Charkiv, iniziando vicino a Balaklija. Il 7 settembre le forze ucraine sono avanzate di circa 20 chilometri nel territorio occupato dalla Russia e hanno affermato di aver riconquistato circa 400 chilometri quadrati. I commentatori russi hanno affermato che tale situazione era probabilmente dovuto al trasferimento delle forze russe a Cherson in risposta all'offensiva ucraina lì. Tra l'8 e il 10 settembre le forze ucraine hanno ripreso Balaklija avanzando di 15 chilometri da Kup"jans'k. Gli analisti militari hanno affermato che le forze ucraine sembravano muoversi verso Kup"jans'k, un importante snodo ferroviario, con l'obiettivo di tagliare le forze russe a Izium dal nord.

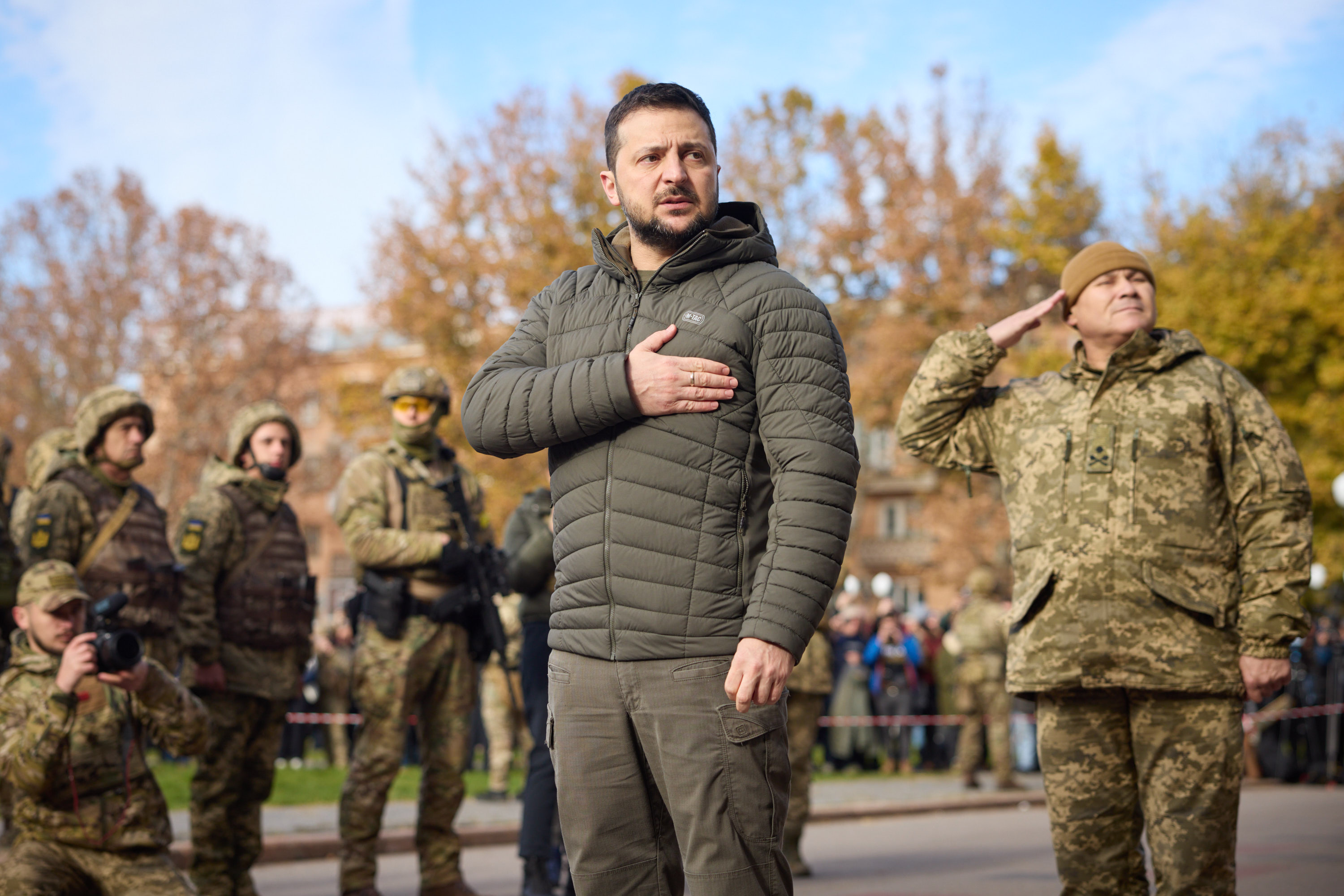
Il presidente ucraino Volodymyr Zelens'kyj nella città liberata di Cherson il 14 novembre 2022.

Il 9 settembre l'amministrazione di occupazione russa dell'Oblast' di Charkiv ha annunciato che avrebbe "evacuato" le popolazioni civili di Izjum, Kup"jans'k e Velykyi Burluk. La mattina del 10 settembre sono emerse foto che affermavano che le truppe ucraine alzavano la bandiera ucraina nel centro di Kup"jans'k. Più tardi nel corso della giornata, Reuters ha riferito che le posizioni russe nel nord-est dell'Ucraina erano "crollate" di fronte all'assalto ucraino, con le forze russe costrette a ritirarsi dalla loro base a Izjum dopo essere state tagliate fuori con la presa di Kup"jans'k.
L'11 settembre, nella ricorrenza del 200º giorno dall'inizio dell'invasione, sull'onda della controffensiva ucraina e dell'immediata ritorsione russa effettuata con numerosi bombardamenti sulle centrali elettriche ucraine, il presidente ucraino Volodymyr Zelens'kyj ha pronunciato un discorso dalle pagine Facebook e Telegram, con il quale respingeva il ricatto di Mosca, su grano, elettricità, e persino sulla fame, lanciando lo slogan «Senza di voiǃ».
Il 21 settembre 2022 Vladimir Putin ha annunciato una mobilitazione parziale. Durante l'annuncio ha affermato anche che la Russia avrebbe usato "tutti i mezzi" per "difendersi". Poco più tardi e nello stesso giorno, il ministro della Difesa Sergei Shoigu ha dichiarato che 300 000 riservisti sarebbero stati chiamati su base obbligatoria.

### 2023

#### Battaglia di Bachmut
A seguito di un'offensiva all'inizio di gennaio 2023, le forze russe hanno conquistato la città di Soledar, situata 20 chilometri a nord di Bachmut, il 16 gennaio 2023. Nella sua valutazione del 7 gennaio, l'ISW aveva considerato la cattura di Soledar come vantaggiosa per un'avanzata russa da nord verso Bachmut, sebbene affermassero che le truppe russe avrebbero dovuto tagliare l'autostrada T0513 tra Sivers'k e Bachmut per tagliare le linee di rifornimento ucraine a Bachmut.
Entro il 3 marzo, i soldati ucraini hanno distrutto due ponti importanti, creando la possibilità per una ritirata ordinata. Il 4 marzo, il vicesindaco di Bachmut ha dichiarato ai servizi giornalistici che c'erano combattimenti di strada ma che le forze russe non avevano preso il controllo della città. Il 4 marzo, il capo del gruppo Wagner ha affermato che la città era circondata ad eccezione di una strada ancora controllata dai militari ucraini, come accadeva dal 22 febbraio. Il 5 marzo il comandante in capo dell'esercito ucraino Oleksandr Syrs'kyj ha affermato che i combattimenti avevano raggiunto il "massimo livello di tensione".
Il 3 aprile, il gruppo Wagner ha annunciato di aver occupato tutte le strutture amministrative cittadine del centro e quindi di aver "tecnicamente" conquistato la città. In realtà gli ucraini mantengono ancora il possesso di parte delle aree centrali e di tutta la zona occidentale della città; le fonti ucraine hanno inoltre affermato che nella battaglia a Bachmut il gruppo Wagner sarebbe stato annientato.
Il 20 maggio, il gruppo Wagner ha annunciato, con un filmato dello stesso Prigožin attorniato dai suoi mercenari in un ambiente di rovine, di avere completato la conquista della città e di avere il totale controllo dell'area urbana; le fonti ufficiali del ministero della Difesa ucraino hanno smentito queste dichiarazioni pur ammettendo che la situazione fosse "critica".
Le truppe ucraine residue dopo aver abbandonato le ultime posizioni a Bachmut hanno ripiegato con ordine sui due piccoli insediamenti subito a ovest della città di Chromove e Ivanivs'ke dove hanno resistito per molti mesi infliggendo forti perdite alle unità russe; nei mesi invernali e primaverili del 2024 i russi hanno progressivamente guadagnato terreno conquistando i due villaggi e raggiungendo la solida linea difensiva predisposta dagli ucraini a Časiv Jar dove sono stati nuovamente bloccati.

#### La controffensiva ucraina del 2023

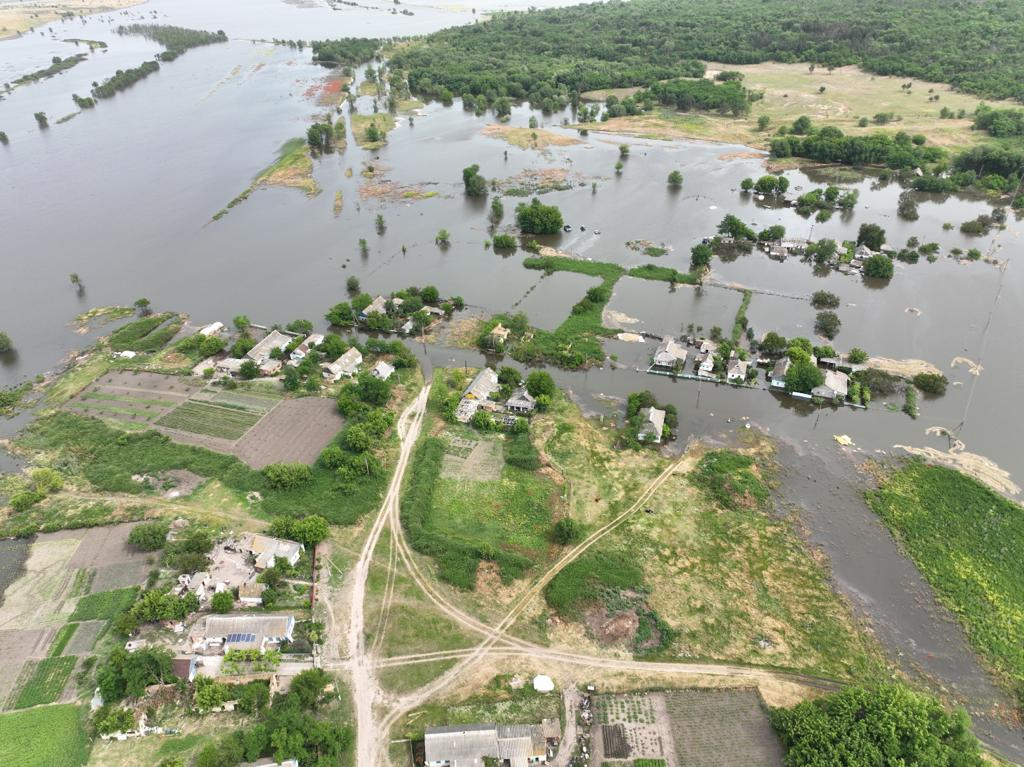
Inondazione nell'oblast' di Cherson il 10 giugno 2023, causata dalla distruzione della diga di Kachóvs'ka il 6 giugno 2023.

Nel giugno 2023, le forze ucraine hanno lanciato gradualmente una serie di controffensive su più fronti, tra cui quello dell'oblast' di Donec'k, quello di Zaporižžja ed altri. L'8 giugno 2023, le controffensive si sono concentrate nei pressi di insediamenti come Orichiv, Tokmak e Bachmut. Le operazioni di controffensiva hanno incontrato una forte resistenza da parte della Russia.
Il 12 giugno, l'Ucraina ha riferito di aver compiuto l'avanzata più rapida degli ultimi sette mesi, affermando di aver liberato diversi villaggi e di essere avanzata per un totale di 6,5 km. I blogger militari russi hanno anche riferito che l'Ucraina aveva preso possesso dei villaggi Blagodátne, Makarivka e Neskučne, e stava continuando a spingersi verso sud. L'Ucraina ha continuato a liberare insediamenti nei mesi successivi, innalzando la bandiera ucraina sull'insediamento di Robotine a fine agosto.
Il 24 giugno, il Gruppo Wagner ha lanciato una breve ribellione contro il governo russo, conquistando diverse città della Russia occidentale, perlopiù senza incontrare opposizione, prima di iniziare a marciare verso Mosca. Questo è stato il culmine di prolungate lotte intestine e di potere tra il Gruppo Wagner e il Ministero della difesa russo. Dopo circa 24 ore, il Gruppo Wagner ha fatto marcia indietro ed ha accettato un accordo di pace in cui il leader del gruppo, Evgenij Prigožin, sarebbe andato in esilio in Bielorussia e le sue forze sarebbero state esenti da procedimenti giudiziari. Il 27 giugno, il Ministero della Difesa del Regno Unito ha riferito che l'Ucraina aveva "un'alta probabilità" di aver recuperato, tra le sue avanzate, parte del territorio della regione orientale del Donbass occupato dalla Russia dal 2014. I blogger filorussi hanno anche riferito che le forze ucraine avevano guadagnato territori nel sud dell'Oblast' di Cherson, stabilendo un punto d'appoggio sulla riva sinistra del fiume Dnipro.
Ad agosto 2023, The Guardian ha riferito che l'Ucraina era diventata il Paese più minato del mondo, con la Russia che ha piazzato milioni di mine nel tentativo di ostacolare la controffensiva ucraina. I vasti campi minati hanno costretto l'Ucraina a smantellare ampiamente le aree per consentire l'avanzata. I funzionari ucraini hanno riferito di una carenza di uomini e di attrezzature, dato che i soldati ucraini hanno portato alla luce cinque mine per ogni metro quadrato in alcuni luoghi.
In seguito al ritiro della Russia dall'Iniziativa del Grano del Mar Nero, il conflitto nel Mar Nero si è intensificato con l'Ucraina che ha preso di mira le navi russe. Il 4 agosto, fonti dei servizi di sicurezza ucraini hanno riferito che la nave da sbarco russa classe Ropucha Olenegorsky Gornyak era stata colpita e danneggiata da un drone navale. Il 12 settembre, fonti ucraine e russe hanno riferito che obiettivi navali russi a Sebastopoli sono stati colpiti da armi non confermate, risultando nel danneggiamento di due navi militari, una delle quali sarebbe un sottomarino. L'Ucraina ha inoltre riferito che diverse piattaforme di trivellazione di petrolio e gas nel Mar Nero, detenute dalla Russia dal 2015, erano state riprese.

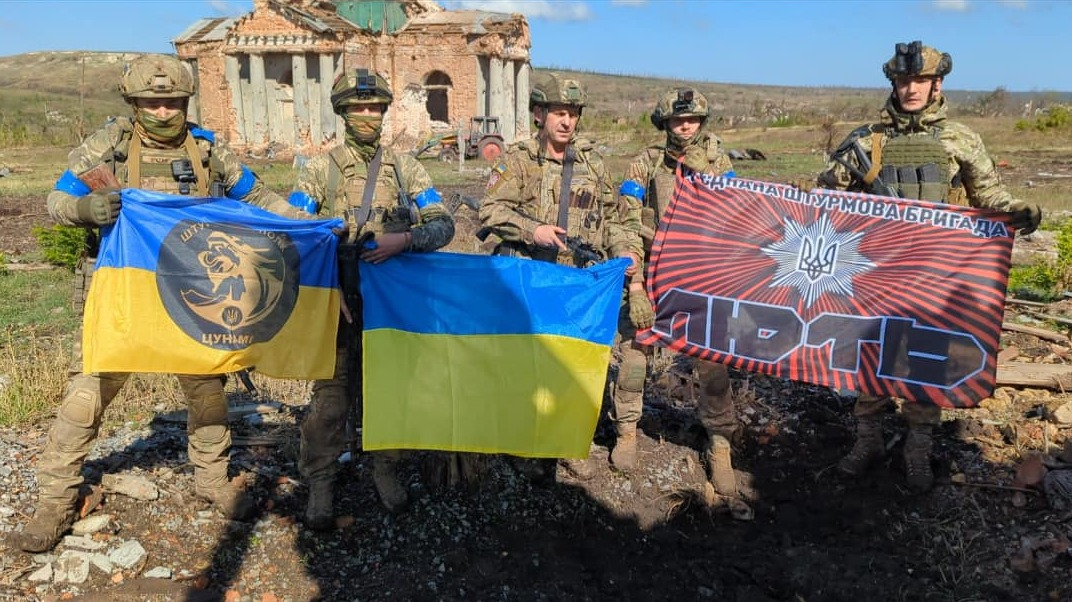
Soldati ucraini nel villaggio riconquistato di Kliščiїvka il 17 settembre 2023.

Nel settembre 2023, l'intelligence ucraina ha stimato che la Russia aveva schierato oltre 420 000 truppe in Ucraina. Il 21 settembre, la Russia ha iniziato a colpire con missili l'Ucraina, danneggiando le strutture energetiche del Paese. Il 22 settembre, gli Stati Uniti hanno annunciato l'invio di missili ATACMS a lungo raggio all'Ucraina, nonostante le riserve di alcuni funzionari governativi. Lo stesso giorno, la Direzione principale dei servizi segreti ucraini ha lanciato un attacco missilistico contro il quartier generale della Flotta del Mar Nero a Sebastopoli, in Crimea, uccidendo diversi ufficiali militari di alto livello.
Nella seconda metà di ottobre 2023, i marines ucraini, guidati in parte da truppe russe che hanno disertato, hanno attraversato il fiume Dnipro (la barriera strategica tra l'Ucraina orientale e occidentale), a valle della distrutta diga di Kachóvs'ka, per attaccare il territorio controllato dai russi sul lato orientale del fiume. Nonostante le pesanti perdite dovute agli intensi bombardamenti, sia aerei che di artiglieria, russi, alla disorganizzazione e alla diminuzione delle risorse, le brigate ucraine che hanno invaso il lato russo del fiume hanno continuato a infliggere pesanti perdite alle forze russe fino alla fine di dicembre.
Il 1° dicembre 2023, Zelens'kyj ha dichiarato che la controffensiva ucraina non ha avuto successo, citando risultati più lenti del previsto. Zelens'kyj ha anche affermato che per l'Ucraina sarebbe stato più facile riconquistare la penisola di Crimea che la regione del Donbass, nell'est del Paese, perché quest'ultimo è pesantemente militarizzato e ci sono frequenti sentimenti filorussi. Nel dicembre 2023, diversi media internazionali hanno descritto la controffensiva ucraina come un fallimento nella riconquista di una quantità significativa di territorio o nel raggiungimento dei suoi obiettivi strategici.

### 2024

#### Battaglia di Avdiïvka

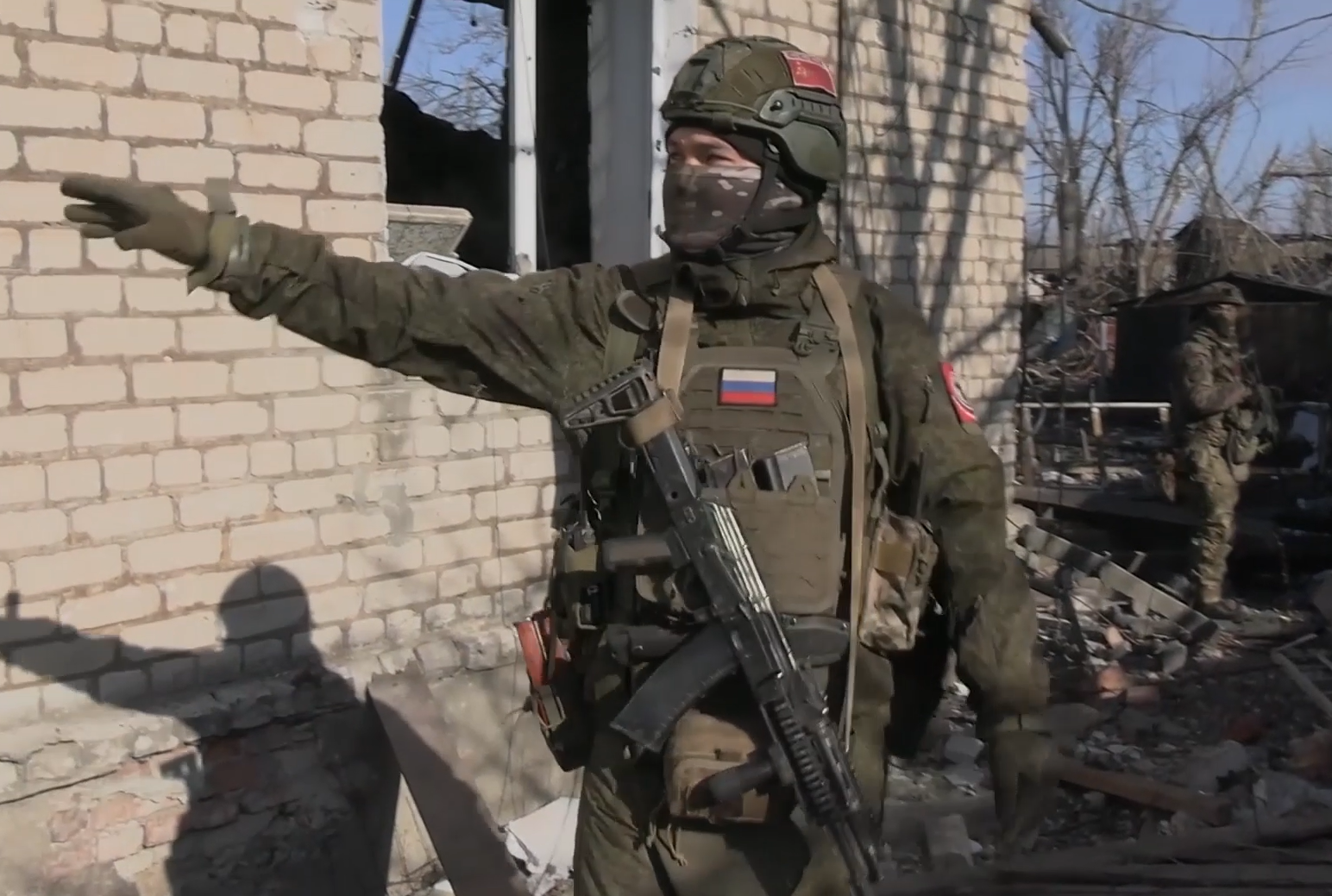
Soldati russi perlustrano le rovine di Avdiïvka dopo la caduta della città, febbraio 2024.

A partire da ottobre 2023 gli scontri principali si sono concentrati sul fronte di Donetsk, nell'area di Marinka, conquistata completamente dai russi e dalle milizie filorusse nel dicembre 2023, e soprattutto nella città fortificata ucraina di Avdiïvka che l'esercito russo ha attaccato con una doppia manovra aggirante da sud e da nord. I primi attacchi con truppe meccanizzate sono falliti con forti perdite, ma nelle settimane seguenti i russi hanno guadagnato lentamente terreno riducendo sempre di più l'area difesa dalle truppe ucraine che rischiavano di essere accerchiate.
Dopo aver perso altro terreno e nonostante l'intervento di forze di riserva, l'alto comando ucraino ha deciso il 17 febbraio 2024 di evacuare Avdiïvka e ripiegare verso ovest con le truppe superstiti. Le forze regolari russe e le milizie filorusse del Donbass quindi hanno rapidamente occupato tutta la città concludendo con pieno successo la lunga battaglia per la città fortificata di Avdiïvka che gli ucraini presidiavano sin dal 2014.

#### Offensive russe a Charkiv e nel Donbass
Il 10 maggio 2024, la Russia ha iniziato una nuova offensiva nell'Oblast' di Charkiv. La Russia è riuscita a catturare una dozzina di villaggi e il 25 maggio l'Ucraina aveva evacuato più di 11 000 persone dalla regione dall'inizio dell'offensiva. Il 17 maggio, l'Ucraina ha dichiarato che le sue forze avevano rallentato l'avanzata russa e il 25 maggio Zelens'kyj ha affermato che le forze ucraine si erano assicurate il "controllo del combattimento" delle aree in cui le truppe russe erano entrate nella regione nord-orientale dell'Oblast'. Nel frattempo, i funzionari russi hanno dichiarato che stavano "avanzando in ogni direzione" e che l'obiettivo era quello di creare una "zona cuscinetto" per le regioni di confine in difficoltà. Il 7 giugno la Casa Bianca ha dichiarato che l'offensiva era in fase di stallo ed era improbabile che avanzasse ulteriormente.
Nel settore del Donbass, invece, in seguito al successo russo nella battaglia di Avdiïvka, le forze russe sono avanzate a nord-ovest per formare un saliente, e a metà aprile 2024 raggiunsero l'insediamento di Ocheretyne, catturandolo alla fine di aprile ed espandendo ulteriormente il saliente nei mesi successivi. Le forze russe hanno lanciato anche un'offensiva in direzione della città di Časiv Jar all'inizio di aprile, un insediamento strategicamente importante a ovest di Bachmut, e all'inizio di luglio ne avevano catturato il distretto più orientale. Un'altra offensiva verso la città di Torec'k è stata lanciata il 18 giugno, con l'obiettivo di catturare la città, e, secondo l'osservatore e portavoce militare ucraino Nazar Voloshyn, di fiancheggiare Časiv Jar da sud. Le forze russe sono avanzate per espandere il saliente a nord-ovest di Avdiïvka nel mese di luglio, e il 19 luglio hanno fatto un passo avanti che ha permesso loro di iniziare ad avanzare verso la città di Pokrovs'k, ritenuta importante dal punto di vista operativo.
Nel corso dell'estate e dell'inizio dell'autunno 2024 le truppe russe hanno mantenuto costantemente l'iniziativa, guadagnando lentamente terreno nel Donbass; mentre sono continuate le costose battaglie di logoramento nelle aree abitate di Časiv Jar e Torec'k dove gli ucraini hanno continuato a difendere accanitamente le loro posizioni, i russi sono avanzati in direzione di Pokrov'sk occupando le città di Novohrodivka e Hrodivka; più a sud hanno raggiunto e attaccato Selydove, mentre ancora più a sud hanno iniziato una manovra combinata verso Kurachove, occupando le città di Krasnohorivka, Ukraïns'k e Hirnyk. Inoltre, fin dal 3 ottobre 2024, le forze russe hanno conquistato Vuhledar, dopo una battaglia in diverse fasi durata nel complesso quasi 2 anni.
Le forze russe hanno catturato la città di Kurachove tra la fine di dicembre 2024 e l'inizio di gennaio 2025.

#### Offensiva ucraina nella regione russa di Kursk

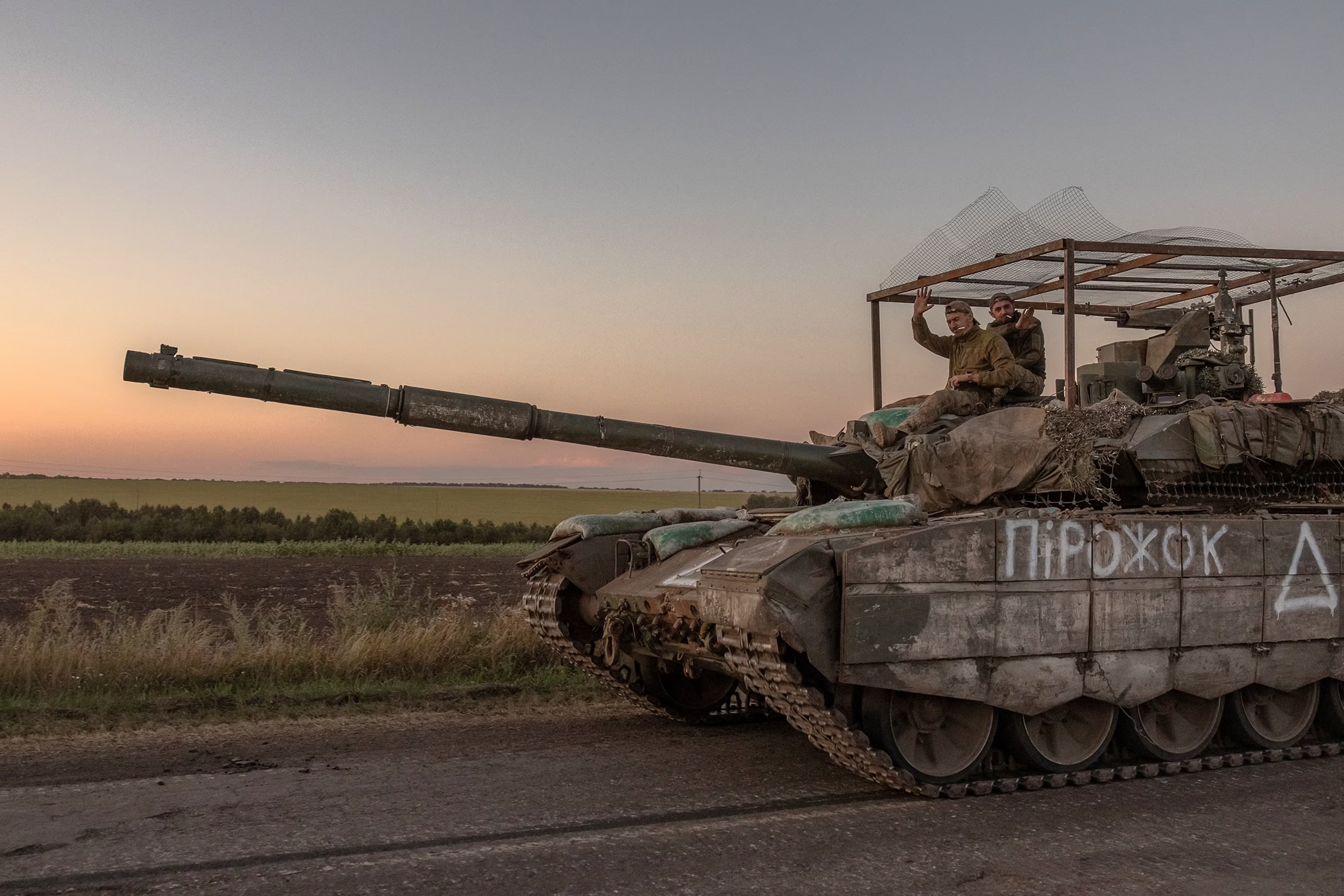
Soldati ucraini nell'Oblast' di Kursk nell'agosto 2024.

Il 6 agosto 2024, l'Ucraina ha lanciato la prima offensiva diretta in territorio russo, la più grande di tutte le incursioni filo-ucraine dall'inizio dell'invasione, nella confinante Oblast' di Kursk. L'asse principale dell'avanzata iniziale si è concentrato in direzione della città di Sudža, situata a 10 chilometri dal confine, che, secondo quanto riferito dal presidente ucraino Zelens'kyj, sarebbe stata catturata il 15 agosto. L'Ucraina, approfittando della mancanza di unità esperte e di difese lungo il confine con l'Oblast' di Kursk, è stata in grado di conquistare rapidamente territorio nei primi giorni dell'incursione, dopodiché l'offensiva è proseguita in uno stallo. Secondo funzionari statunitensi, l'incursione ha indotto la Russia a spostare migliaia di truppe dal territorio ucraino occupato per contrastare la minaccia. Tuttavia, le truppe russe hanno continuato ad avanzare nell'Ucraina orientale, anche verso la città strategicamente importante di Pokrovs'k, dove il loro numero di forze è invece aumentato.

### 2025

#### Avanzate russe di inizio 2025
Nonostante le ripetute scadenze fissate da Putin per respingere le truppe ucraine nell'oblast' di Kursk, alla fine di gennaio 2025 le forze russe non lo avevano ancora fatto, dando la priorità ai progressi nell'oblast' di Donec'k rispetto al saliente di Kursk. L'11 marzo 2025, la maggior parte delle forze ucraine sembravano essersi ritirate dall'oblast' russo a seguito di un contrattacco russo, con la riconquista nel giorno seguente del centro abitato di Sudža da parte dei russi.
All'inizio del 2025, le forze russe sono avanzate nell'Ucraina orientale, conquistando Velyka Novosilka e la maggior parte di Torec'k entro la fine di gennaio. La Russia ha continuato ad attaccare le infrastrutture energetiche ucraine. Nel febbraio 2025, il governo ucraino ha approvato un contratto di un anno per i volontari di età compresa tra i 18 e i 24 anni che attualmente non sono soggetti alla mobilitazione.

## Le nuove armi
Nella seconda parte del conflitto sono state impiegate nuove armi sofisticate: i droni e in particolare lo Shahed-136, di fabbricazione iraniana. Le forze russe li hanno lanciati da un pod o da un rack. Raggiungono i 180 chilometri orari e possono volare per lunghe distanze. Gli Shahed-136 possiedono una grande precisione nel raggiungere gli obbiettivi di volta in volta prefissati.
Il 7 luglio 2023 Joe Biden autorizza l'invio di bombe a grappolo, vietate dalla Convenzione internazionale sulle bombe a grappolo per la loro pericolosità verso la popolazione civile (convenzione non ratificata né dalla Russia né dall'Ucraina), a supporto della controffensiva ucraina; il governo ucraino ha dichiarato che saranno utilizzate al minimo per ridurre i rischi sui civili.

## Il ruolo delle altre nazioni

Russia
Ucraina
Paesi che forniscono armi all'Ucraina
Paesi che forniscono equipaggiamento militare non letale all'Ucraina

Russia
Ucraina
Paesi che inviano aiuti all'Ucraina, inclusi gli aiuti umanitari

Russia
     Ucraina
     Paesi che forniscono armi all'Ucraina
     Paesi che forniscono equipaggiamento militare non letale all'Ucraina
     Russia
     Ucraina
     Paesi che inviano aiuti all'Ucraina, inclusi gli aiuti umanitari

### Supporto all'Ucraina
Dal 2014, Regno Unito, Stati Uniti, UE e NATO hanno fornito all'Ucraina aiuti militari perlopiù non letali. Il supporto militare letale è stato limitato, con gli Stati Uniti che hanno iniziato a vendere armi tra cui missili anticarro Javelin a partire dal 2018, e l'Ucraina ha acquistato droni da combattimento TB2 dalla Turchia nel 2019. Quando la Russia ha iniziato ad ammassare equipaggiamenti e truppe ai confini dell'Ucraina, nel gennaio 2022 gli Stati Uniti hanno approvato il trasferimento di armi prodotte dagli Stati Uniti in Ucraina da parte alcuni degli stati membri della NATO. Il Regno Unito iniziò anche a fornire armi anticarro NLAW e Javelin. Dopo l'invasione, gli stati membri della NATO, inclusa la Germania, hanno accettato di fornire armi, ma la NATO come organizzazione no. La NATO, con i suoi stati membri, ha rifiutato l'invio di truppe in Ucraina per evitare il rischio di una guerra su larga scala, una decisione che alcuni esperti hanno etichettato come una politica di appeasement.
Il 26 febbraio 2022 il segretario di Stato americano Antony Blinken ha annunciato di aver autorizzato 350 milioni di dollari in assistenza militare letale, compresi i sistemi anti-corazzati e antiaerei. Il giorno successivo l'UE ha dichiarato che avrebbe acquistato 450 milioni di euro in assistenza letale e altri 50 milioni di euro in forniture non letali da fornire all'Ucraina, con la Polonia che funge da centro di distribuzione. Durante la prima settimana dell'invasione, gli stati membri della NATO hanno fornito più di 17 000 armi anticarro all'Ucraina; a metà marzo si stimava che il numero fosse più di 20 000.
Dal gennaio 2022 al gennaio 2024, il Kiel Institute for the World Economy ha rilevato che 380 miliardi di dollari di aiuti sono stati dati all'Ucraina, di cui quasi 118 miliardi in aiuti militari diretti. Il budget militare dell'Ucraina nel 2021, prima dell'invasione, era di 5,94 miliardi di dollari.
Il Regno Unito ha iniziato a fornire assistenza militare all'Ucraina già dal 2015, in risposta all'invasione russa della Crimea; in particolare, nell'ambito della cosiddetta operazione Orbital i britannici hanno fornito addestramento specialistico alle forze armate ucraine tramite una missione di circa 100 istruttori militari inviata nel paese. Nell'ambito di questa operazione, alla fine di gennaio 2022 un gruppo di circa 30 istruttori delle forze speciali britanniche ha fornito agli ucraini addestramento rapido all'impiego dei missili anticarro NLAW, appena consegnati alle forze armate di Kiev; davanti alle avvisaglie di una prossima invasione russa, l'operazione Orbital venne terminata il 17 febbraio 2022 e tutti gli istruttori britannici vennero ritirati dall'Ucraina. La missione di formazione militare del personale ucraino è ripresa sul suolo britannico nel luglio 2022 sotto il nuovo nome di operazione Interflex, addestrando in varie località del Regno Unito più di 45000 soldati ucraini al settembre 2024; la missione, guidata dai britannici, coinvolge anche istruttori di altri paesi della NATO e del Commonwealth. Secondo indiscrezioni di stampa, istruttori militari britannici sono stati inviati segretamente in Ucraina per aiutare gli ucraini a impiegare i missili da crociera a lungo raggio Storm Shadow, forniti da Londra a Kiev alla fine di maggio 2023.

### Supporto alla Russia
Anatolij Bibilov, presidente dello stato separatista georgiano dell'Ossezia del Sud, ha annunciato il 26 marzo che le truppe dell'Ossezia meridionale sono state inviate in Ucraina. Successivamente, è stato chiarito che si trattasse di osseti con cittadinanza russa o che prestano servizio nell'esercito russo presso la quarta base militare della 58ª armata russa, dispiegata nell'Ossezia meridionale. Il 16 marzo è iniziata la ridistribuzione delle truppe dalla base. Gli iraniani hanno fornito alla Russia alcune delle armi sviluppate internamente tra cui i sistemi terra-aria Bavar-373, utilizzati per sostenere lo sforzo bellico russo contro i droni forniti agli ucraini.
Anche la Cina, che si è sempre dichiarata neutrale rispetto al conflitto, ha fornito tra giugno e dicembre 2022 alla Russia 1000 fucili CQ-A, parti di droni e giubbotti antiproiettile; inoltre da un documento top secret del Pentagono emerso dalla fuga di notizie di aprile 2023, emerge che la Commissione militare centrale cinese ha approvato l'invio di ulteriori armamenti.
Nell'ottobre 2024 la Corea del Sud, che aveva già accusato la Corea del Nord di aver fornito armi alla Russia per la guerra contro l'Ucraina, ha dichiarato che 1500 soldati nordcoreani sarebbero stati inviati in Russia. Giorni dopo il segretario generale della NATO ha dichiarato che alcune unità nordcoreane sarebbero state impiegate in Russia nella regione di Kursk, invasa dall'Ucraina nell'offensiva di Kursk del 2024. A fine novembre 2024 numerose fonti occidentali riportano, oltre al dispiegamento di truppe nordcoreane, un incremento del supporto del paese asiatico nel conflitto, con uno sviluppo degli impianti costruttivi dei missili balistici a corto raggio nordcoreani KN-23, a seguito del loro crescente utilizzo da parte delle forze russe, a cui sono fornite.
Nel dicembre 2024 le agenzie di intelligence statunitensi hanno dichiarato che l'idea di dispiegare truppe nordcoreane non sarebbe stata della Federazione Russa ma della stessa Corea del Nord, ipotizzando che questa speri in un ricambio in futuro in quanto a tecnologia, al sostegno nelle lotte diplomatiche e assistenza in casi di crisi.
Nel gennaio 2025 il vice ambasciatore statunitense presso le Nazioni Unite Dorothy Camille Shea affermava che oltre 12 000 truppe nordcoreane sarebbero state dispiegate nell'Oblast' di Kursk per combattere contro l'esercito ucraino. Nello stesso mese le autorità ucraine mostravano i primi due soldati nordcoreani catturati. La partecipazione di truppe della Corea del Nord ai combattimenti venne infine confermata dal capo di stato maggiore generale delle Forze armate russe Valerij Gerasimov, che in un intervento pubblico il 26 aprile 2025 espresse apprezzamento per il contributo dato dai soldati nordcoreani nella sconfitta delle forze ucraine penetrate nella regione di Kursk. Analoga conferma venne espressa anche dal governo nordcoreano il 28 aprile seguente.

### Volontari stranieri
L'Ucraina ha cercato attivamente volontari da altri Paesi. Il 1º marzo l'Ucraina ha temporaneamente revocato l'obbligo del visto per i volontari stranieri che desideravano unirsi alla lotta contro le forze russe. La mossa è arrivata dopo che Zelens'kyj ha creato la Legione internazionale di difesa territoriale dell'Ucraina e ha invitato i volontari a "unirsi nella difesa dell'Ucraina, dell'Europa e del mondo". Il ministro degli Esteri ucraino Dmytro Kuleba ha dichiarato che al 6 marzo circa 20 000 cittadini stranieri provenienti da 52 Paesi si sono offerti volontari per combattere. Tra i volontari stranieri combattenti nelle file ucraine sono presenti inoltre numerose unità provenienti dalla Georgia raggruppate nella Legione Georgiana, diverse delle quali sono attive nei combattimenti sin dall'inizio delle ostilità nel Donbass nel 2014. Il 15 marzo 2022 il ministero della difesa ucraino crea inoltre la Legione "Libertà alla Russia", formata principalmente da oppositori politici, ex prigionieri di guerra catturati dagli ucraini e disertori russi.
Il 3 marzo il portavoce del ministero della Difesa russo Igor' Konašenkov ha avvertito che i mercenari non hanno diritto alla protezione ai sensi delle Convenzioni di Ginevra e che i combattenti stranieri catturati non sarebbero stati considerati prigionieri di guerra, ma perseguiti come criminali. L'11 marzo Mosca annunciò che 16 000 volontari provenienti dal Medio Oriente erano pronti a unirsi ad altri combattenti stranieri filorussi insieme ai separatisti del Donbass. Un video caricato online mostrava paramilitari armati dell'Africa centrale che chiamavano alle armi per combattere in Ucraina con le truppe russe.
Oltre 66 200 uomini ucraini sono tornati in Ucraina dall'estero per combattere.

## Conseguenze dell'invasione

### Sfollati

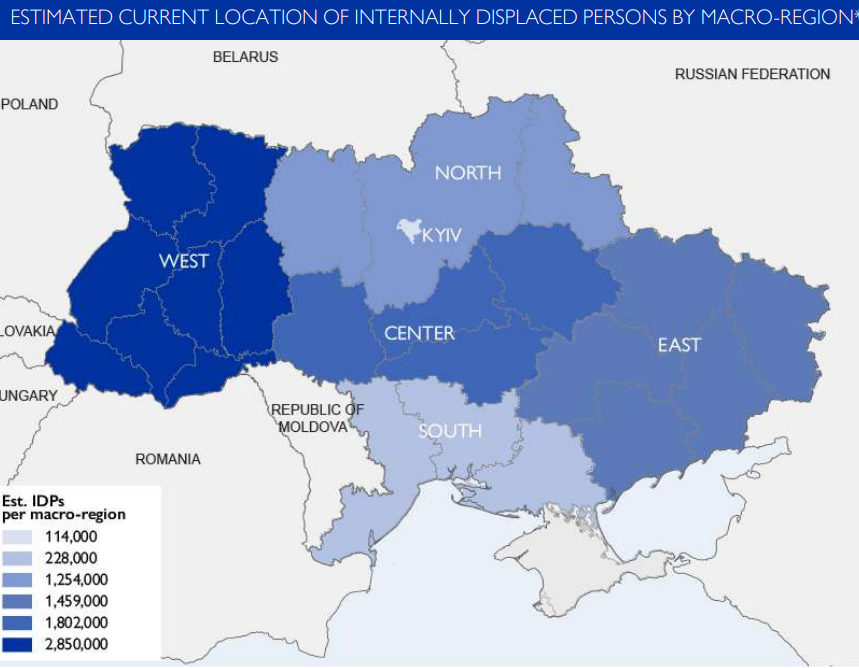
Situazione degli sfollati in Ucraina ad aprile 2022 (IOM)

Le operazioni militari all'interno dell'Ucraina hanno prodotto un numero notevole di sfollati, ammassati per lo più nelle regioni dell'ovest. Secondo un rapporto dell'Organizzazione internazionale per le migrazioni del 17 aprile 2022, è sfollata una persona su sei, 7,7 milioni di persone, 17% del totale della popolazione ucraina.

### Rifugiati

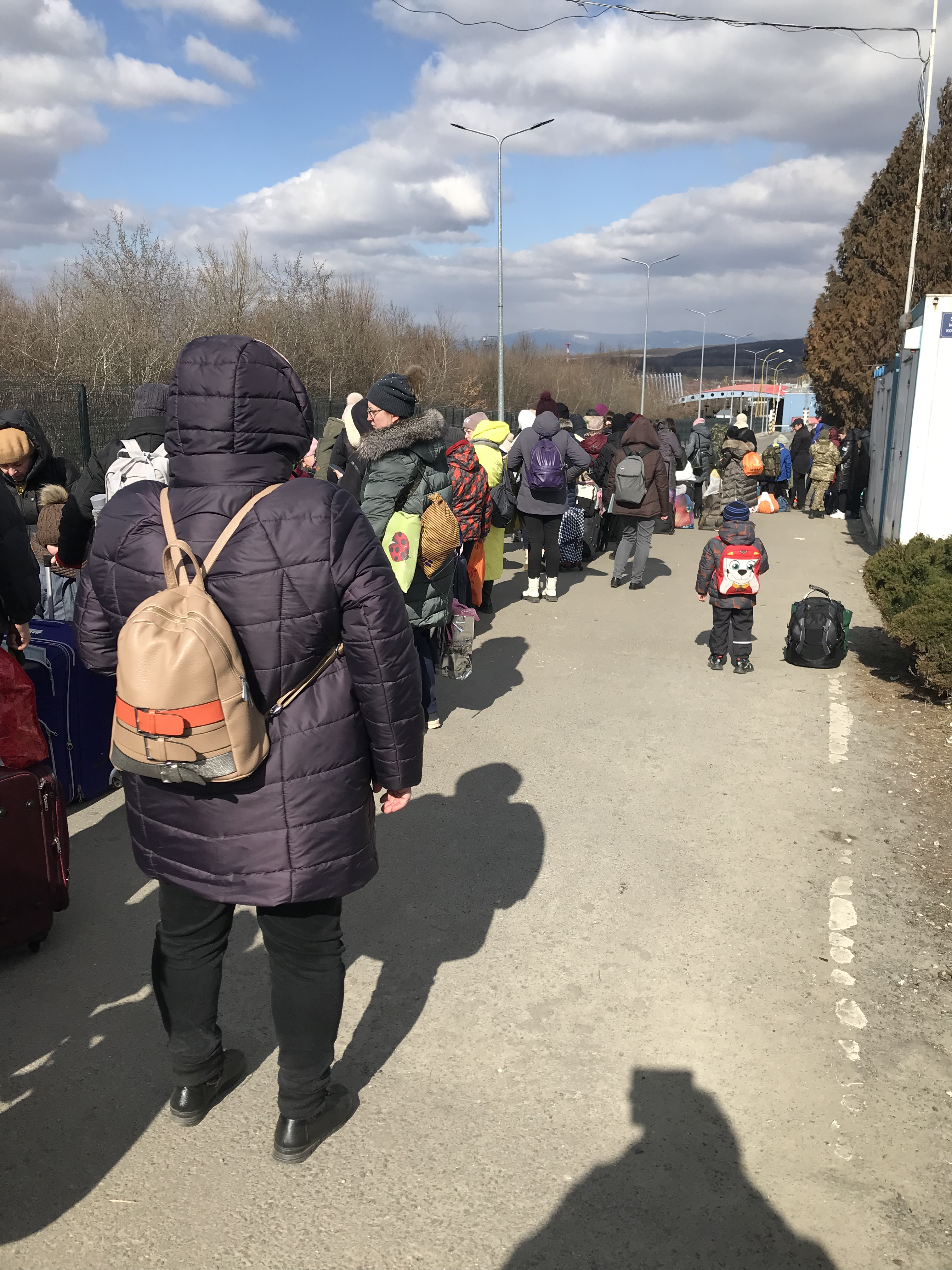
Rifugiati ucraini che lasciano Užhorod per la Slovacchia, il 10 marzo 2022

Secondo i dati dell'Alto commissariato delle Nazioni Unite per i rifugiati, dal 24 febbraio al 15 marzo oltre 3 milioni di ucraini hanno lasciato il proprio Paese. La maggior parte (1,86 milioni) ha raggiunto la Polonia, mentre gli altri sono transitati in Romania (468 000), Moldavia (344 000), Ungheria (273 000), Slovacchia (221 000) e altri Paesi, inclusa la Russia (156 000). Per poter gestire velocemente l'imponente afflusso di rifugiati e garantirne la protezione, il 3 marzo 2022 i ministri dell'UE hanno approvato all'unanimità la proposta del commissario europeo per gli affari interni Ylva Johansson di applicare la direttiva di protezione temporanea dei rifugiati, in vigore dal 2001 ma mai attivata. Molti Paesi dell'area Schengen, tra i quali Polonia, Germania e Svizzera, hanno annunciato che non avrebbero richiesto più il passaporto per gli ucraini provenienti dalla zona di guerra.
In risposta all'elevata necessità di alloggi per i rifugiati, l'organizzazione internazionale Global Citizen, così come altre organizzazioni e iniziative (tra cui Airbnb, UkraineTakeShelter.com, Host A Sister, Accommodation, Help & Shelter for Ukraine, Ukraine Now, Welcome.US, Homes for Ukraine, Refugees at Home) hanno messo in atto delle attività di informazione e facilitazione affinché chi abbia a disposizione un alloggio libero possa ospitare i rifugiati in fuga dall'Ucraina.

### Reazioni

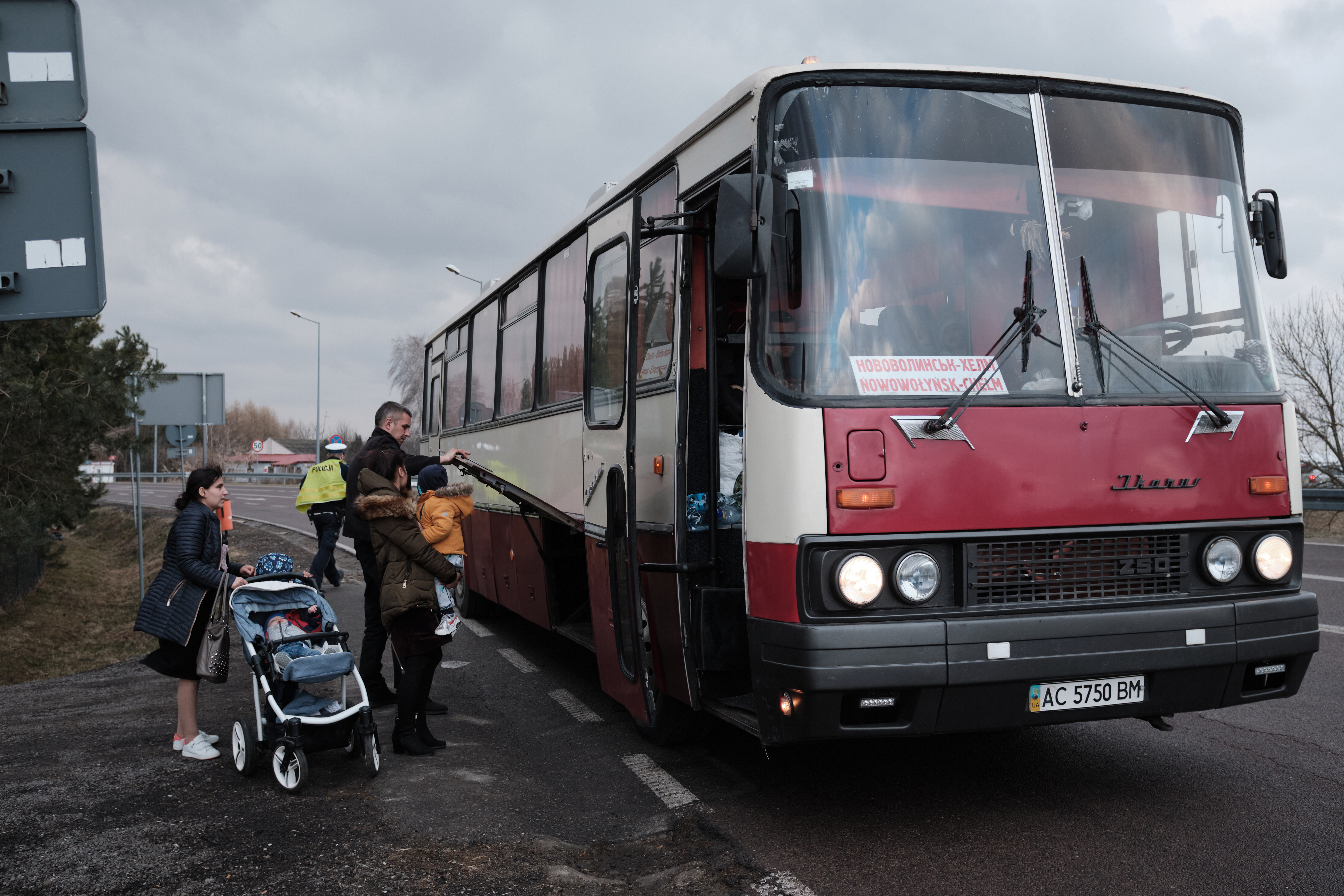
Rifugiati che attraversano il confine polacco in bus. Gli ucraini si radunano solitamente in grandi città, come Leopoli, prima di fuggire coi bus. Non essendo questi sempre immediatamente disponibili, fanno scalo nelle città di confine prima di entrare in Polonia.

#### ONU
Il 25 febbraio 2022 il Consiglio di sicurezza delle Nazioni Unite è stato convocato per votare una proposta di deplorazione dell'invasione, ma la Russia ha posto il veto. Il 2 marzo l'Assemblea generale delle Nazioni Unite, riunitasi in sessione di emergenza, ha discusso e approvato a larga maggioranza la risoluzione ES‑11/1 di condanna dell'invasione.
Il 16 marzo la Corte internazionale di giustizia ha condannato le operazioni militari russe, ordinandone l'immediata cessazione. Nell'ambito dello stesso pronunciamento la Corte ha ritenuto infondate e pretestuose le affermazioni russe - poste a giustificazione dell'invasione - circa un presunto genocidio in atto nelle repubbliche secessioniste del Donbass.

#### Unione europea
Il 28 febbraio il Consiglio dell'UE ha adottato due misure di assistenza per rafforzare le capacità militari dell’Ucraina, queste, per un valore totale di 500 milioni di euro, finanziano la fornitura di attrezzature alle forze armate ucraine, includendo, per la prima volta nella storia dell'Unione europea, armamenti letali. La UE per la prima volta è stata applicata la direttiva di protezione temporanea per accogliere i rifugiati ucraini.
Il 22 aprile l'Alto rappresentante dell'Unione per gli affari esteri e la politica di sicurezza, Josep Borrell, rispondendo a una domanda sul rischio che i Paesi dell'UE siano considerati cobelligeranti per via delle consegne di armamenti all'Ucraina ha affermato: «È un equilibrio delicato. Sosteniamo una delle parti in guerra senza volerne far parte. Noi forniamo armi, loro subiscono le conseguenze della guerra. Continueremo a fare questo sforzo e ad aumentarlo, senza diventare belligeranti. Vogliamo solo che gli ucraini siano in grado di difendersi».

#### Consiglio d'Europa e Corte europea dei diritti dell'uomo
Il 25 febbraio il Comitato dei ministri del Consiglio d'Europa, organizzazione non appartenente all'Unione europea, ha sospeso la Federazione Russa. Con questa decisione la Russia, pur rimanendo membro del Consiglio d'Europa e parte della Convenzione europea dei diritti dell'uomo, non può votare o associarsi nella presa di decisioni nel Comitato dei ministri e nell'Assemblea parlamentare di quell'organizzazione. Nei giorni seguenti la Corte europea dei diritti dell'uomo ha adottato alcune misure provvisorie nei confronti della Russia, chiedendo al governo russo di astenersi dal lanciare attacchi militari contro i civili e di garantire l'accesso della popolazione civile ai corridoi di evacuazione, alle cure mediche, alle risorse essenziali e agli aiuti umanitari. La federazione russa ha risposto annunciando il ritiro dal Consiglio d'Europa confermato ufficialmente il 15 marzo dal ministro degli esteri russo Lavrov assieme al recesso dalla Convenzione europea dei diritti dell'uomo.

#### OSCE
Nell'ambito dell'OSCE, su richiesta di 45 Stati partecipanti, con il sostegno dell’Ucraina è stato attivato il Meccanismo di Mosca sulla base del quale è stata istituita una missione di esperti indipendenti su violazioni e abusi commessi nell'ambito della guerra della Federazione Russa, sostenuta dalla Bielorussia, contro il popolo ucraino. Gli esperti hanno presentato il loro Rapporto al Consiglio Permanente dell'OSCE del 13 aprile 2022 affermando chiari schemi di violazioni del Diritto internazionale umanitario da parte delle forze russe nella loro condotta delle ostilità. Gli esperti hanno indicato anche violazioni del diritto internazionale dei diritti umani principalmente nelle aree sotto il controllo effettivo della Russia o entità sotto il controllo della Russia.

### Amnesty international
Amnesty international nel suo rapporto dell'agosto 2022 ha denunciato numerose violazioni da entrambe le parti. I militari russi hanno condotto attacchi contro postazioni civili ferendo e uccidendo un numero imprecisato di persone. Le truppe ucraine hanno utilizzato scuole, ospedali e edifici civili come basi esponendo di fatto la popolazione ad attacchi militari della controparte.

#### Censura e propaganda
25 febbraio Roskomnadzor ha limitato l'utilizzo di Facebook in Russia e il 4 marzo ha chiuso la radio Eco di Mosca per i suoi servizi sull'invasione dell'Ucraina, minacciando anche di bloccare l'accesso alla Wikipedia russa in Russia che nella sua voce sull'invasione ha riportato vittime tra il personale militare russo e i civili ucraini. Due giorni dopo la Presidente della Commissione europea Ursula von der Leyen annuncia il blocco delle trasmissioni del canale RT (già Russia Today) e dell’agenzia di stampa Sputnik, e il blocco ai contenuti di RT è stato applicato anche dalle piattaforme YouTube, Facebook e altre. Il 5 marzo è entrata in vigore in Russia una legge che punisce fino a 15 anni di carcere chi viene giudicato colpevole di aver diffuso notizie false sulle attività militari russe, causando il ritiro dal Paese di corrispondenti di media occidentali. In particolare nella nazione diviene proibito riferirsi all'operazione speciale russa con il termine invasione. L'11 marzo Meta annuncia un cambio temporaneo delle politiche consentendo agli utenti di Facebook e Instagram abitanti nelle nazioni in conflitto e circostanti di inserire contenuti contro l'esercito russo e ha allentato la censura dei post che incitano all'uccisione degli invasori e dei loro capi; la Russia ha definito questa decisione un "incitamento all'odio razziale". Il 12 marzo anche YouTube ha annunciato il blocco di media sostenuti dallo stato russo, in base alla sua politica sugli eventi violenti.

### Impatto sul mercato globale delle materie prime
La guerra in Ucraina e le sanzioni su larga scala contro la Russia hanno portato a una riduzione del volume del commercio mondiale e a un forte aumento dei prezzi dei generi alimentari e dell'energia.
C'è stato un forte aumento dei prezzi del gas e del petrolio. Il 2 marzo i prezzi del gas nell'UE hanno raggiunto un massimo storico. Gli esperti rilevano l'elevato grado di dipendenza dell'UE dalle forniture di energia dalla Russia e l'impatto negativo sulla sua economia di un forte aumento dei prezzi del petrolio e del gas.
I prezzi del grano sono saliti al livello più alto dal 2008. L'Ucraina è il quarto maggiore esportatore di mais e grano e il più grande esportatore mondiale di olio di girasole, con Russia e Ucraina che insieme esportano il 29% della fornitura mondiale di grano e il 75% delle esportazioni mondiali di olio di girasole. Il 25 febbraio il contratto future di riferimento per il grano sul Chicago Mercantile Exchange ha raggiunto il prezzo più alto dal 2012, mentre anche i prezzi del mais e della soia sono aumentati notevolmente. Il ripristino della capacità di produzione delle colture può richiedere anni anche dopo la cessazione delle ostilità. L'aumento dei prezzi del grano causato dal conflitto ha accresciuto le tensioni in Paesi come l'Egitto, che dipendono fortemente dalle esportazioni di grano dalla Russia e dall'Ucraina, e ha provocato timori di disordini sociali. Nel frattempo, il 24 febbraio, la Cina ha annunciato che avrebbe revocato tutte le restrizioni sul grano russo, che, secondo il South China Morning Post, potrebbe essere una "ancora di salvezza" per l'economia russa.
Il 3 marzo è stato interrotto il pompaggio di gas dalla Russia alla Germania attraverso il gasdotto Jamal-Europa, su iniziativa della Polonia, la sua sezione polacco-tedesca è stata commutata in modalità inversa. Di conseguenza, i prezzi del gas in Germania hanno iniziato a salire rapidamente a livelli inaccettabili per i consumatori industriali. Un rappresentante della compagnia petrolifera e del gas statale polacca PGNiG ha rifiutato di commentare la situazione, affermando che le informazioni sul gas inverso dalla Germania sono un segreto commerciale. Poche ore dopo, il ministero dell'Energia ucraino ha vietato l'esportazione di gas dagli impianti di stoccaggio del gas ucraino.

### Implicazioni macroeconomiche
Kristalina Georgieva, amministratrice delegata del Fondo Monetario Internazionale, ha avvertito che il conflitto rappresenta un rischio economico sostanziale per la regione e a livello internazionale. Ha aggiunto che il Fondo potrebbe aiutare altri Paesi colpiti dal conflitto, in aggiunta a un pacchetto di prestiti da 2,2 miliardi di dollari in preparazione per assistere l'Ucraina. David Malpass, presidente del Gruppo della Banca Mondiale, ha affermato che il conflitto avrebbe effetti economici e sociali di vasta portata e ha riferito che la banca stava preparando opzioni per un significativo sostegno economico e fiscale agli ucraini e alla regione.
Nonostante le sanzioni internazionali senza precedenti contro la Russia, i pagamenti per le materie prime energetiche sono stati ampiamente risparmiati da queste misure, così come le forniture alimentari a causa del potenziale impatto sui prezzi alimentari mondiali. Russia e Ucraina sono i principali produttori di grano che viene esportato attraverso il Bosforo nei Paesi del Mediterraneo e del Nord Africa. Si prevede che l'espulsione di alcune banche russe dallo SWIFT influirà sulle esportazioni del Paese. Poiché la Russia è il principale partner commerciale ed economico per gli stati post-sovietici dell'Asia centrale e una delle principali destinazioni per milioni di lavoratori migranti della CSI, l'Asia centrale è stata particolarmente colpita indirettamente dall'effetto delle sanzioni a cui la Russia è stata sottoposta. I principali produttori di armi hanno registrato forti aumenti dei ricavi e dei profitti intermedi.

#### Russia
Le sanzioni economiche hanno colpito duramente il mercato finanziario russo nei primi giorni dell'invasione, con il mercato azionario in calo fino al 39% (indice RTS). Il rublo russo scese ai minimi storici, poiché i russi si affrettarono a cambiare valuta. Le borse di Mosca e di San Pietroburgo furono sospese almeno fino al 18 marzo, rendendo tale chiusura la più lunga nella storia della Russia.
Per lenire le iniziali conseguenze delle sanzioni e della crisi di liquidità derivante, la banca centrale russa guidata da Ėl'vira Nabiullina intraprese azioni straordinarie a sostegno dell'economia e del rublo, oltre alla pretesa dei pagamenti delle esportazioni di gas dai paesi ostili in rubli e il forte aumento dei tassi di interesse, introdusse la convertibilità fissa dell'oro comprandolo ad un prezzo poco inferiore a quello di mercato, con l'obiettivo da parte della banca centrale di drenare tale metallo dal sistema interbancario russo e creare i presupposti per un nuovo sistema monetario similare a quello che era presente negli Stati Uniti prima della fine degli accordi di Bretton Woods.
A seguito di tali azioni nelle settimane successive il rublo riuscì a recuperare valore tornando ai livelli pre-invasione, inoltre il primo trimestre del 2022 segnò un surplus commerciale che raggiunse i livelli del 1994, grazie alla drastica riduzione delle importazioni a causa delle sanzioni e alla sostituzione con produzioni locali di beni e servizi.
A seguito della violazioni dei contratti sul debito estero sottoscritto in dollari e la pretesa dei pagamenti in rubli, il 26 febbraio, S&P Global Ratings declassò il rating del debito pubblico russo a livello "spazzatura", facendo sì che i fondi internazionali che richiedevano obbligazioni investment grade vendessero i titoli di debito russo, rendendo molto difficile per la Russia rifinanziarsi sui mercati internazionali e chiedere ulteriori prestiti in valuta forte. A causa di tali violazioni contrattuali, l'11 aprile S&P Global dichiarò la Russia in "default selettivo" sul suo debito estero.

### Implicazioni geopolitiche
A causa dell'invasione, i rapporti amichevoli verso la Russia esistenti nei Balcani e nei Paesi dell'Europa centrale (tra cui la Repubblica Ceca) sono stati notevolmente indeboliti. Ad esempio, il presidente ceco Miloš Zeman, che è stato a lungo uno dei più fedeli sostenitori di Vladimir Putin, lo ha definito "pazzo" a seguito dell'invasione e ha supportato la decisione di tagliare fuori la Russia dal sistema SWIFT.
In risposta all'invasione, l'Unione europea ha annunciato una maggiore integrazione con la NATO, dei piani per rafforzare significativamente la difesa comunitaria e aiutare la sicurezza e la difesa di quei Paesi come Ucraina, Moldavia e gli altri partner orientali che sono decisi a muoversi verso un cammino europeo. In particolare, il 3 marzo l'UE ha accolto le domande ufficiali di adesione di Ucraina, Moldavia e Georgia. L'UE ha inoltre annunciato il varo di un piano per rendere gli Stati membri completamente indipendenti dalle forniture russe di combustibili fossili entro il 2030.
Diverse nazioni europee hanno annunciato il potenziamento del proprio bilancio militare per portarlo fino al 2% del proprio PIL, seguendo in tal modo la norma prevista originariamente dagli accordi della NATO ma spesso non rispettata dagli Stati membri, soprattutto in seguito alla notevole espansione delle economie nazionali. Contestualmente sono stati accelerati anche i piani per la transizione delle economie verso le fonti rinnovabili e sono stati stretti nuovi accordi per incrementare le importazioni di materie prime da altre nazioni extraeuropee al fine di ridurre la dipendenza dall'importazione di gas russo.
In Svezia e Finlandia, paesi neutrali verso la Russia per decenni e non aderenti alla NATO, l'invasione ha portato al rafforzamento dei sostenitori della NATO. Per la prima volta dal 1939, la Svezia ha deciso di intervenire in un conflitto militare fornendo armi all'Ucraina; lo stesso è avvenuto in Finlandia e in Norvegia, che ha abolito la politica di non fornitura di armi ai Paesi non NATO in guerra che era in vigore sin dagli anni '50. Anche la Svizzera, tradizionalmente neutrale, che in precedenza aveva evitato conflitti con la Russia, si è schierata a sostegno dell'Ucraina e, per la prima volta dalla dichiarazione di neutralità al Congresso di Vienna, ha aderito alle sanzioni militari, rimanendo tuttavia, insieme anche a Austria, Ungheria, Bosnia-Erzegovina e Bulgaria, tra le nazioni europee non fornitrici di armi all'Ucraina.
In sede ONU e nelle dichiarazioni ufficiali l'India si è astenuta dal condannare l'invasione russa distaccandosi dalle posizioni occidentali così come la Cina, la quale si è mantenuta formalmente neutrale ritenendo ambiguamente "legittime tutte le preoccupazioni in materia di sicurezza dietro al conflitto", comprese quelle della Russia, e offrendosi come mediatore, pur tuttavia inviando in Europa forniture militari per la Serbia, nazione che storicamente ha sempre mantenuto posizioni fortemente filorusse.

## Riferimenti normativi
- Regolamento (UE) n. 833/2014, su eur-lex.europa.eu. del Consiglio, del 31 luglio 2014, concernente misure restrittive in considerazione delle azioni della Russia che destabilizzano la situazione in Ucraina.

### Annotazioni
1. ↑  Il Battaglione Azov è una milizia della Guardia nazionale dell'Ucraina ideologicamente prossima all'estrema destra.[64] e con molti elementi neonazisti[65][66][67][68]
2. ↑  Con 141 voti favorevoli, 5 contrari (Corea del Nord, Bielorussia, Eritrea, Russia e Siria), 35 astenuti e 12 assenti.

### Fonti
1. ↑   Scintille nel Donbass tra Mosca e Kiev. L'Ucraina chiede di aderire alla Nato, su repubblica.it. URL consultato il 25 febbraio 2022 (archiviato il 14 febbraio 2022).
2. ↑   Zelensky chiede di far entrare l'Ucraina nell'Unione europea: cosa cambierebbe se dovesse succedere, su fanpage.it. URL consultato il 26 febbraio 2022 (archiviato il 26 febbraio 2022).
3. ↑   Zelensky: è ora di chiudere la lunga discussione sull'adesione dell'Ucraina all'Ue, su tgcom24.mediaset.it. URL consultato il 26 febbraio 2022 (archiviato il 26 febbraio 2022).
4. ↑  (EN) Josh Smith, North Korean weapons extending Russian stockpiles, German general says, su reuters.com. URL consultato il 22 ottobre 2024.
5. 1 2  (EN) A. B. C. News, North Korean soldiers dispatched to Russia, su ABC News. URL consultato il 20 gennaio 2025.
6. ↑   La Corea del Nord ammette di aver aiutato la Russia nel Kursk e vuole un monumento per gli "eroi", su today.it.
7. ↑  (EN) Troops and military vehicles have entered Ukraine from Belarus, su edition.cnn.com. URL consultato il 16 ottobre 2024.
8. ↑  (EN) U.S. Tells Allies Iran Has Sent Ballistic Missiles to Russia, su wsj.com.
9. ↑   75 тысяч погибших российских солдат 120 смертей в день – вот цена, которую платит Россия за нападение на соседнюю страну. Новое большое исследование "Медузы" и "Медиазоны" о потерях, su meduza.io.
10. ↑   The U.S. says Russia's troop buildup could be as high as 190,000 in and near Ukraine, su nytimes.com (archiviato dall'url originale il 18 febbraio 2022).
11. ↑   The Military Balance 2021, su books.google.com.
12. 1 2   The Military Balance 2022, su books.google.com.
13. ↑   Russian Offensive Campaign Assessment, May 30, 2023, su understandingwar.org.
14. ↑   Russian Offensive Campaign Assessment, June 14, 2024, su understandingwar.org.
15. ↑   Lorenzo Fedrigo, L’intervento di Pyongyang a Kursk: un’analisi dei combattenti nordcoreani, su Geopolitica.info, 20 marzo 2025. URL consultato il 22 luglio 2025 (archiviato il 22 marzo 2025).
16. 1 2   The Military Balance 2022, su books.google.com.
17. ↑   Ukraine, su cia.gov.
18. ↑   Swimming rivers and faking illness to escape Ukraine's draft, su bbc.com.
19. ↑  (EN) Daniel Keane e Elly Blake, What is the Homes for Ukraine refugees scheme and how do you apply?, in Evening Standard, 15 marzo 2022. URL consultato il 15 marzo 2022.
20. ↑  (EN) Antonio Pita e Raúl Sánchez Costa, Ukrainian exodus could be Europe's biggest refugee crisis since World War II, in El País, Gruppo PRISA, 3 marzo 2022. URL consultato il 16 marzo 2022.
21. ↑   Ucraina, Putin: Usa e alleati hanno ignorato le nostre richieste, su ilsole24ore.com.
22. ↑  (EN) Klaus Wiegrefe, NATO's Eastward Expansion: Is Vladimir Putin Right?, in Der Spiegel, 15 febbraio 2022, ISSN 2195-1349 (WC · ACNP). URL consultato il 28 febbraio 2022.
23. 1 2 3  (EN) Why is Russia invading Ukraine and what does Putin want?, in BBC News, 24 febbraio 2022. URL consultato il 24 febbraio 2022 (archiviato dall'url originale il 19 dicembre 2021).
24. ↑   Giulia Belardelli, La Russia continua a mostrare i muscoli: esercitazioni militari in Bielorussia. Mosca e Londra si vedono ma non s'intendono, su huffingtonpost.it, 18 febbraio 2022.
25. ↑   Quando l'Ucraina consegnò le sue armi nucleari alla Russia in cambio di protezione, su Today. URL consultato il 16 marzo 2022.
26. ↑   Коваль И., Путин врал, что войны с Украиной не будет. Хронология обмана президента РФ, su Deutsche Welle, 24 febbraio 2022 (archiviato il 25 febbraio 2022).
27. ↑  (EN) The Russian Enigma, in World Order, Penguin press, 2014.
28. ↑   Laura Canali, Carta: L'importanza strategica della Crimea, su Limes, 30 settembre 2016. URL consultato il 16 marzo 2022.
29. ↑   Aldo Ferrari, La Crimea fuori dall’orbita della Russia è impensabile, su Limes, 16 aprile 2014. URL consultato il 16 marzo 2022.
30. ↑   Relations with Ukraine, su nato.int.
31. ↑   How do you join NATO and how close is Ukraine to becoming a member?, su euronews.com.
32. ↑   NATO’s Enhanced Opportunities Program for Ukraine, su mil.gov.ua.
33. 1 2   Laura Canali, Il senso di accerchiamento della Russia, su Limes, 22 ottobre 2019. URL consultato il 7 marzo 2022.
34. ↑  (EN) Office of the United Nations - High Commissioner for Human Rights - Accountability for killings in Ukraine from January 2014 to May 2016 (PDF), su ohchr.org,  p. 26. URL consultato il 29 marzo 2022.
35. ↑   Stefano Montefiori, Hollande: «Putin è un grande bugiardo. L’asse franco-tedesco? Non vuole escludere l’Italia», su Corriere della Sera, 15 febbraio 2023. URL consultato il 18 febbraio 2023.
36. ↑   Stefano Montefiori, Hollande: «Putin è un grande bugiardo. L’asse franco-tedesco? Non vuole escludere l’Italia», su https://www.pietroguerra.com/, 15 febbraio 2023. URL consultato il 1º giugno 2023.
37. ↑   Il generale Biniek: "La Nato addestra da sei anni i militari ucraini”, su la Repubblica, 19 novembre 2022. URL consultato il 26 novembre 2022.
38. ↑   Ucraina, Stoltenberg: "La guerra non è iniziata a febbraio, dal 2014 la Nato ha supportato Kiev con addestramenti ed equipaggiamenti", su Il Fatto Quotidiano, 14 febbraio 2023. URL consultato il 18 febbraio 2023.
39. ↑  (DE) Julian Röpcke, BILD exklusiv: Russlands Kriegspläne, So könnte Putin die Ukraine vernichten [Esclusiva BILD. I piani di guerra Russia, come Putin potrebbe distruggere l'Ucraina], in Bild, 3 dicembre 2021. URL consultato il 7 novembre 2022 (archiviato dall'url originale il 25 gennaio 2022).
40. ↑  (EN) Seth G. Jones e Philip G. Wasielewski, Russia's Possible Invasion of Ukraine, su csis.org, Center for Strategic and International Studies, 13 gennaio 2022. URL consultato il 7 novembre 2022 (archiviato il 25 gennaio 2022).
41. ↑  (EN) Steve Holland, Andrea Shalal e Jonathan Landay, Russian force on Ukraine border larger than any time since 2014, U.S. says, in Reuters, revisione di Franklin Paul e Will Dunham, foto di Foto del file di Kevin Lamarque, Washington D.C., Thomson Corporation, 8 aprile 2021. URL consultato il 7 novembre 2022.
42. ↑  (EN) Andrew E. Kramer, Russian Troop Movements and Talk of Intervention Cause Jitters in Ukraine, in The New York Times, articolo aggiornato il 30 aprile 2021, Mosca, 9 aprile 2021, ISSN 0362-4331 (WC · ACNP). URL consultato il 7 novembre 2022.
«Russia has amassed more troops on the Ukrainian border than at any time since 2014.»
43. ↑  (EN) Russia demands NATO roll back from East Europe and stay out of Ukraine, in Reuters, 17 dicembre 2021. URL consultato il 24 febbraio 2022 (archiviato dall'url originale il 22 febbraio 2022).
44. ↑  (EN) Putin warns of unspecified military response if U.S. and NATO continue 'aggressive line', in The Globe and Mail, 21 dicembre 2021. URL consultato il 24 febbraio 2022 (archiviato dall'url originale il 15 gennaio 2022).
45. ↑   New law stokes Ukraine language tensions, in France 24, 1º aprile 2021. URL consultato il 23 febbraio 2022 (archiviato dall'url originale il 24 febbraio 2022).
46. ↑   The Ukrainian language is having a moment. To Putin's ears, it's a shot against Russian speakers, in The Washington Post, 8 febbraio 2022. URL consultato il 23 febbraio 2022 (archiviato dall'url originale l'8 febbraio 2022).
47. ↑   Ukraine's star author Kurkov says his native Russian should be curbed, in France 24, 13 febbraio 2022. URL consultato il 23 febbraio 2022 (archiviato dall'url originale il 18 febbraio 2022).
48. ↑  (EN) Human Rights Watch, Ukraine: Events of 2015, 5 gennaio 2016. URL consultato il 18 marzo 2022.
49. ↑  (EN) Ukraine: Legislature Adopts Language Law, su loc.gov, Biblioteca del Congresso, 13 maggio 2019.
50. ↑  (EN) Ukraine: Speaker Oleksandr Turchynov named interim president, in BBC News, 23 febbraio 2014. URL consultato il 5 marzo 2022.
51. ↑  (EN) Ukraine passes language law, irritating president-elect and Russia, in Reuters, 25 aprile 2019. URL consultato il 5 marzo 2022.
52. ↑  (EN) Putin Says Conflict in Eastern Ukraine 'Looks Like Genocide', in AFP, The Moscow Times, 10 dicembre 2021. URL consultato il 23 febbraio 2022 (archiviato dall'url originale il 21 febbraio 2022).
53. ↑  (RU) Путин заявил о геноциде на Донбассе, in Rossijskaja Gazeta, 9 dicembre 2021. URL consultato il 23 febbraio 2022 (archiviato dall'url originale il 22 febbraio 2022).
54. 1 2   US accuses Moscow of creating Ukraine invasion pretext with 'genocide' claims, in AFP, France 24, 15 febbraio 2021. URL consultato il 23 febbraio 2022 (archiviato dall'url originale il 24 febbraio 2022).
55. ↑   Report on the human rights situation in Ukraine (PDF), su ohchr.org. URL consultato il 23 febbraio 2022 (archiviato il 14 febbraio 2022).
56. ↑   Report on the human rights situation in Ukraine (PDF), su ohchr.org, 15 giugno 2014. URL consultato il 23 febbraio 2022 (archiviato il 9 dicembre 2021).
57. ↑  (EN) Daily and spot reports from the Special Monitoring Mission to Ukraine, su osce.org. URL consultato il 25 febbraio 2022 (archiviato il 22 febbraio 2022).
58. ↑   Ad hoc Report on the situation of national minorities in Ukraine adopted on 1 April 2014, su rm.coe.int. URL consultato il 25 febbraio 2022 (archiviato il 4 febbraio 2022).
59. ↑   Ukraine crisis: Vladimir Putin address fact-checked, in BBC News, 22 febbraio 2022. URL consultato il 24 febbraio 2022 (archiviato dall'url originale il 23 febbraio 2022).
60. ↑   United States: Russia's claim of 'genocide in Ukraine' is reprehensible falsehood, in Ukrinform, 17 febbraio 2022. URL consultato il 22 febbraio 2022 (archiviato dall'url originale il 18 febbraio 2022).
61. ↑   Word by Word and Between the Lines: A Close Look at Putin's Speech, in The New York Times, 23 febbraio 2022. URL consultato il 24 febbraio 2022 (archiviato il 23 febbraio 2022).
62. ↑   Putin justifies war in menacing speech as Zelensky appeals for peace, in Financial Times, 24 febbraio 2022. URL consultato il 24 febbraio 2022 (archiviato dall'url originale il 24 febbraio 2022).
63. 1 2   Putin says he is fighting a resurgence of Nazism. That's not true, in NBC News, 24 febbraio 2022. URL consultato il 24 febbraio 2022 (archiviato dall'url originale il 24 febbraio 2022).
64. ↑   Alessandro Pompei, Ucraina. Il Battaglione Azov: La legione straniera neonazista ucraina di cui tanti hanno perso memoria, in Notizie Geopolitiche. URL consultato il 18 marzo 2022
65. ↑   Vito Califano, Cos’è il Battaglione Azov, la brigata neonazista ucraina usata da Putin nella propaganda sulla guerra, in Il riformista, 8 marzo 2022. URL consultato il 18 marzo 2022.
66. ↑   Fausto Biloslavo, Ucraina: il camerata italiano sul fronte dell'Est, in Panorama, 7 marzo 2022. URL consultato il 18 marzo 2022.
67. ↑  (FR) Carla Monaco e Alexandre Horn, Quelle est l’importance du régiment Azov, cette unité ukrainienne fondée par des proches de la mouvance néonazie?, in Libération, 8 marzo 2022. URL consultato il 18 marzo 2022.
68. ↑   Battaglione Azov: cos’è e perché è importante per Putin, su Money.it, 14 marzo 2022. URL consultato il 18 marzo 2022.
69. ↑   David K. Li, Jonathan Allen e Corky Siemaszko, Putin using false 'Nazi' narrative to justify Russia's attack on Ukraine, experts say, in NBC News, 24 febbraio 2022. URL consultato il 24 febbraio 2022 (archiviato dall'url originale il 25 febbraio 2022).
70. ↑  (EN) Ukraine vows defiance as Russia launches major invasion, in CNN, 24 febbraio 2022. URL consultato il 24 febbraio 2022 (archiviato dall'url originale il 24 febbraio 2022).
71. ↑  (EN) David K. Li, Jonathan Allen e Corky Siemaszko, Putin using false 'Nazi' narrative to justify Russia's attack on Ukraine, experts say, in NBC News, 24 febbraio 2022. URL consultato il 25 febbraio 2022 (archiviato dall'url originale il 25 febbraio 2022).
72. 1 2   Putin orders snap nuclear drill, in The Globe and Mail,  p. A3.
73. ↑  (EN) Felix Light, In the Closest Russian City to Ukraine’s Separatist Region, There Are Few Signs of Refugees, su The Moscow Times, 20 febbraio 2022. URL consultato il 25 febbraio 2022 (archiviato il 20 febbraio 2022).
74. ↑  (EN) Russian-backed separatists to evacuate civilians from eastern Ukraine, stoking invasion fears, su NBC News. URL consultato il 25 febbraio 2022 (archiviato il 23 febbraio 2022).
75. ↑  (EN) Warning siren sounds in rebel-held capital in east Ukraine -Reuters witness, su MSN. URL consultato il 25 febbraio 2022 (archiviato il 19 febbraio 2022).
76. ↑  (EN) Ukraine conflict: Rebels declare general mobilisation as fighting grows, in BBC News, 19 febbraio 2022. URL consultato il 19 febbraio 2022 (archiviato dall'url originale il 19 febbraio 2022).
77. ↑  (EN) Illia Ponomarenko, 47 shelling incidents leave 5 injured in Donbas, su The Kyiv Independent, 17 febbraio 2022. URL consultato il 25 febbraio 2022 (archiviato il 17 febbraio 2022).
78. ↑  (EN) How Russian proxy forces are attempting to provoke the Ukrainian army and are lying about a new Ukrainian offensive, su english.nv.ua. URL consultato il 25 febbraio 2022 (archiviato il 18 febbraio 2022).
79. ↑  Duma di Stato, progetto di risoluzione n. 58243-8
80. ↑   Putin orders troops into separatist-held parts of Ukraine, CNN, 21 febbraio 2022. URL consultato il 23 febbraio 2022 (archiviato dall'url originale il 23 febbraio 2022).
81. ↑  (EN) Putin sends Russian tanks into Ukraine, in The Times, 22 febbraio 2022. URL consultato il 23 febbraio 2022 (archiviato dall'url originale il 23 febbraio 2022).
82. ↑  (RU) ФСБ сообщила о попадании снаряда в погранпункт на границе с ДНР, in RBK Daily, RBK Group, 21 febbraio 2022, ISSN 1991-0703 (WC · ACNP). URL consultato il 22 febbraio 2022 (archiviato dall'url originale il 22 febbraio 2022).
83. ↑   Russia claims to kill 5 Ukrainian 'saboteurs' who crossed border, in The Times of Israel. URL consultato il 24 febbraio 2022 (archiviato dall'url originale il 21 febbraio 2022).
84. ↑   Russia Says Border Facility Near Ukraine Destroyed in Shell Attack, The Moscow Times, 21 febbraio 2022. URL consultato il 21 febbraio 2022 (archiviato dall'url originale il 21 febbraio 2022).
85. ↑   Russia says it prevented border breach from Ukraine, Kyiv calls it fake news, in Reuters, 21 febbraio 2022. URL consultato il 21 febbraio 2022 (archiviato dall'url originale il 21 febbraio 2022).
86. ↑  (EN) Putin orders troops into eastern Ukraine on ‘peacekeeping duties’, su the Guardian, 21 febbraio 2022. URL consultato il 25 febbraio 2022 (archiviato il 23 febbraio 2022).
87. ↑   Ucraina, i primi soldati russi nel Donbass, su Repubblica, 22 febbraio 2022. URL consultato il 25 febbraio 2022 (archiviato il 21 febbraio 2022).
88. ↑  (EN) Putin's Ukraine peacekeepers "aren't fooling anyone," US warns, su Newsweek, 21 febbraio 2022. URL consultato il 25 febbraio 2022 (archiviato il 23 febbraio 2022).
89. ↑  (EN) Tyrone Clarke, WATCH: The chilling moment Russian military enters Ukraine, su skynews, 22 febbraio 2022. URL consultato il 25 febbraio 2022 (archiviato il 24 febbraio 2022).
90. ↑  (EN) Putin gets no support from UN Security Council over Ukraine, su ABC News. URL consultato il 25 febbraio 2022 (archiviato il 23 febbraio 2022).
91. ↑   Ukraine to introduce a state of emergency and tells its citizens to leave Russia immediately, in The Independent, 23 febbraio 2022. URL consultato il 23 febbraio 2022 (archiviato dall'url originale il 24 febbraio 2022).
92. ↑  (EN) Ukraine calls up reservists, declares national emergency as U.S. and allies hit Russia with new sanctions, su cbsnews.com. URL consultato il 25 febbraio 2022 (archiviato il 24 febbraio 2022).
93. ↑  (EN) Ukraine's Parliament approves state of emergency, in Reuters, 23 febbraio 2022. URL consultato il 25 febbraio 2022 (archiviato il 23 febbraio 2022).
«"The state of emergency comes into force at midnight local time (1000 GMT). It will last 30 days and can be extended for another 30 days."»
94. ↑   Russia evacuates embassy in Ukraine as crisis escalates, in Associated Press, 23 febbraio 2022. URL consultato il 23 febbraio 2022 (archiviato dall'url originale il 23 febbraio 2022).
95. ↑  (EN) Ukraine hit by more cyberattacks, destructive malware, in Associated Press, 23 febbraio 2022. URL consultato il 24 febbraio 2022 (archiviato dall'url originale il 24 febbraio 2022).
96. ↑   Ucraina. Mosca chiede garanzie scritte: «Poi si tratta», su avvenire.it, 22 gennaio 2022. URL consultato il 7 marzo 2022.
97. 1 2 3  (EN) 'It's too late': Russian move roils UN meeting on Ukraine, su AP NEWS, 23 febbraio 2022. URL consultato il 1º marzo 2022 (archiviato il 24 febbraio 2022).
98. 1 2  (EN) U.S. Says Russia Will Face U.N. Security Council Resolution, su WSJ. URL consultato il 25 febbraio 2022 (archiviato il 24 febbraio 2022).
99. ↑   Ukraine's Zelensky to Russians: 'What are you fighting for and with whom?', in The Washington Post, 24 febbraio 2022. URL consultato il 24 febbraio 2022 (archiviato dall'url originale il 24 febbraio 2022).
100. ↑  (EN) Ukraine Live Updates: Russia Begins Invasion From Land and Sea, in The New York Times, 23 febbraio 2022, ISSN 0362-4331 (WC · ACNP). URL consultato il 24 febbraio 2022 (archiviato dall'url originale il 24 febbraio 2022).
101. ↑  (EN) Zelensky’s Last-Ditch Plea for Peace, su Foreign Policy. URL consultato il 25 febbraio 2022 (archiviato il 24 febbraio 2022).
102. ↑  (EN) Russian President Vladimir Putin announces military assault against Ukraine in surprise speech, su MSN. URL consultato il 25 febbraio 2022 (archiviato il 24 febbraio 2022).
103. 1 2   Pietro Batacchi, Andrea Mottola e Eugenio Po, Una prima analisi sulla guerra in Ucraina, in Rivista italiana difesa, n. 4, Giornalistica riviera, aprile 2022,  pp. 24-25a.
104. ↑  (EN) Jessie Yeung, Adam Renton, Rob Picheta, Ed Upright, Aditi Sangal, Adrienne Vogt, Melissa Macaya and Maureen Chowdhury, Russian military vehicles enter Ukraine from Crimea, su edition.cnn.com, 23 febbraio 2022. URL consultato il 25 febbraio 2022 (archiviato il 24 febbraio 2022).
105. ↑  (RU) Украинские пограничники сообщили об атаке границы со стороны России и Белоруссии, su interfax.ru. URL consultato il 25 febbraio 2022 (archiviato il 24 febbraio 2022).
106. ↑  (EN) Samantha Lock (now); Maanvi Singh, Gloria Oladipo e Chris Michael, Markets shaken after Putin announces special military operation – as it happened, in The Guardian, 24 febbraio 2022. URL consultato il 25 febbraio 2022 (archiviato il 24 febbraio 2022).
107. ↑  (EN) Ukrainian president signs decree on general mobilisation of population -Interfax, in Reuters, 24 febbraio 2022. URL consultato il 25 febbraio 2022 (archiviato dall'url originale il 25 febbraio 2022).
108. ↑  (EN) Russian Forces Capture Chernobyl Nuclear Power Plant, Says Ukrainian PM, su rferl.org. URL consultato il 1º marzo 2022 (archiviato il 24 febbraio 2022).
109. ↑  (EN) Fighting breaks out near Chernobyl, says Ukrainian president, su The Independent, 24 febbraio 2022. URL consultato il 1º marzo 2022 (archiviato il 24 febbraio 2022).
110. ↑  (EN) On the ground: Russian forces take control of an air base near Kyiv, Ukraine, in CNN, 24 febbraio 2022. URL consultato il 24 febbraio 2022 (archiviato dall'url originale il 24 febbraio 2022).
111. ↑  (EN) Sebastien Roblin, Pictures: In Battle for Hostomel, Ukraine Drove Back Russia’s Attack Helicopters and Elite Paratroopers, su 19fortyfive.com, 25 febbraio 2022. URL consultato il 1º marzo 2022 (archiviato il 26 febbraio 2022).
112. ↑  (EN) AARON REICH, Ukraine-Russia War: Why is Snake Island so important? - explainer [Guerra Russia Ucraina: Perché l'isola dei Serpenti è così importante? Spiegazione], su https://www.jpost.com/, 13 maggio 2022. URL consultato il 29 giugno 2022.
113. ↑   L'Isola dei Serpenti è nelle mani dei russi. Perché è strategica, su ilgiornale.it. URL consultato il 25 febbraio 2022 (archiviato il 24 febbraio 2022).
114. ↑   Russian troops enter Ukraine's Kherson Oblast: Defense Ministry, su aa.com.tr. URL consultato il 25 febbraio 2022 (archiviato il 24 febbraio 2022).
115. ↑   Российские войска вышли к Херсону и восстановили подачу воды в Крым, 24 febbraio 2022. URL consultato il 24 febbraio 2022 (archiviato dall'url originale il 24 febbraio 2022).
116. ↑   Ukraine nuclear plant: Russia in control after shelling, su bbc.com.
117. ↑  (EN) Mariupol attende l’arrivo dei tank e marines russi. Sarà guerriglia urbana, su video.corriere.it, 26 febbraio 2022. URL consultato il 27 febbraio 2022 (archiviato il 26 febbraio 2022).
118. ↑   Putin attiva il sistema di allerta nucleare. Kiev: "Pronti a incontro coi russi", su ilGiornale.it, 27 febbraio 2022. URL consultato il 16 marzo 2022.
119. ↑  reg-2022-350.
120. ↑  (EN) Courtney Subramanian, Michael Collins, Rebecca Morin, Joey Garrison, Maureen Groppe, Biden details new Russian sanctions as death toll climbs in Ukraine, su usatoday.com. URL consultato il 25 febbraio 2022 (archiviato il 24 febbraio 2022).
121. ↑  (EN) More than 1,700 people detained in widespread Russian protests against Ukraine, su cbc.ca, 24 febbraio 2022. URL consultato il 26 febbraio 2022 (archiviato il 24 febbraio 2022).
122. ↑   Ucraina, chiesa Russia giustifica guerra: "Contro chi sostiene gay", su adnkronos.com, 7 marzo 2022. URL consultato il 24 marzo 2022.
123. ↑   Zelensky: "Sospese le attività dei partiti politici filo russi", su rainews.it. URL consultato il 22 marzo 2022.
124. ↑   La sospensione dei partiti filorussi in Ucraina, su ilpost.it, 23 marzo 2022.
125. ↑   Ucraina, polemiche per la narrazione a stampa unificata imposta da Zelensky: "Nessuno riuscirà a spegnere la nostra voce", su Il Fatto Quotidiano, 23 marzo 2022. URL consultato il 23 marzo 2022.
126. ↑   Ucraina-Russia, conclusi i colloqui a Istanbul. Kiev apre alla neutralità, su Italia Oggi, 29 marzo 2022. URL consultato il 22 luglio 2025 (archiviato il 29 marzo 2022).
127. ↑  (EN) Mariano Zafra, Kiko Llaneras, Daniele Grasso, Javier Galán e José A. Álvarez, The war in Ukraine as of March 25: Kyiv’s defenders launch counterattacks, in El País, Gruppo PRISA, 25 marzo 2022.
128. ↑  (EN) Bucha killings: Satellite image of bodies site contradicts Russian claims, su bbc.com, 5 aprile 2022.
129. ↑  (EN) Bucha Body Count Tops 300 With Dead Locals Found 'Brutally Tortured': Mayor, su msn.com, 8 aprile 2022.
130. ↑  L. Steinmann, Il Fronte russo, pp. 106-119.
131. ↑  L. Steinmann, Il Fronte russo, pp. 128-136.
132. ↑  L. Steinmann, Il Fronte russo, pp. 177-180.
133. ↑  L. Steinmann, Il Fronte russo, pp. 194-208.
134. ↑  L. Steinmann, Il Fronte russo, pp. 215-222.
135. ↑  L. Steinmann, Il Fronte russo, p. 268.
136. ↑  (EN) Ukraine war: Russian assault on key Donbas city intensifies, in BBC News, 23 maggio 2022. URL consultato il 13 settembre 2022.
137. ↑  (EN) Ukraine war: Troops could quit Severodonetsk amid Russian advance - official, in BBC News, 27 maggio 2022. URL consultato il 5 aprile 2025.
138. ↑  (EN) Shaun Walker, Putin defiant as Macron and Scholz call for fresh Ukraine peace talks, in The Guardian, 28 maggio 2022. URL consultato il 5 aprile 2025.
139. ↑   Adnkronos, Russia rivendica controllo totale di Lyman, su Adnkronos, 28 maggio 2022. URL consultato il 5 aprile 2025.
140. ↑  (EN) Russian troops enter outskirts of key city in eastern Ukraine’s Donbas, su NBC News. URL consultato il 13 settembre 2022.
141. ↑   Russia in drive to capture Lysychansk after taking Sievierodonetsk, su euronews.com.
142. ↑   Russian forces turn sights on Lysychansk in battle for eastern Ukraine, su timesofindia.indiatimes.com.
143. ↑  (EN) Russia claims capture of pivotal city in eastern Ukraine, but Zelenskyy says fighting continues, su cbsnews.com. URL consultato il 13 settembre 2022.
144. ↑  (EN) Putin declares victory in Luhansk after fall of Lysychansk, su the Guardian, 4 luglio 2022. URL consultato il 13 settembre 2022.
145. ↑  (EN) Ukraine launches surprise counterattack in Charkiv region, su the Guardian, 8 settembre 2022. URL consultato il 13 settembre 2022.
146. ↑   Russian Offensive Campaign Assessment, September 7, su understandingwar.org (archiviato dall'url originale il 9 settembre 2022).
147. ↑   Russian Offensive Campaign Assessment, September 8, su understandingwar.org (archiviato dall'url originale il 9 settembre 2022).
148. ↑   Russia loses control of key northeast towns as Ukrainian troops advance, su reuters.com (archiviato dall'url originale il 10 settembre 2022).
149. ↑   'Substantial victory' for Kyiv as Russian front crumbles near Kharkiv, su reuters.com (archiviato dall'url originale l'8 settembre 2022).
150. ↑   "ЗСУ сьогодні в ударі". Українські військові вже на в'їзді до Куп'янська — фото, su nv.ua (archiviato dall'url originale il 15 settembre 2022).
151. ↑  (EN) Natalie Gallón,Nick Paton Walsh,Kostyantin Gak,Brice Lâiné, Liberation has finally come to Ukraine's Kharkiv. But scars of Russia's brutal occupation remain, su CNN, 19 settembre 2022. URL consultato il 25 luglio 2023.
152. ↑   Ukraine troops reach railway hub as breakthrough threatens to turn into rout, su reuters.com (archiviato dall'url originale il 10 settembre 2022).
153. ↑   "Senza di voi!" Il messaggio di Zelensky alla Russia, su Il Grand Continent, 13 settembre 2022. URL consultato il 25 luglio 2023.
154. ↑   Adnkronos, Russia, Putin annuncia mobilitazione parziale: "Useremo ogni mezzo per difenderci", su Adnkronos, 21 settembre 2022. URL consultato il 29 ottobre 2022.
155. ↑   Путин объявил о частичной мобилизации в России, su bbc.com (archiviato dall'url originale il 21 settembre 2022).
156. ↑  (EN) Ukrainian military source: Russia controls administrative territory of Soledar, su The Kyiv Independent, 16 gennaio 2023. URL consultato il 22 luglio 2025.
157. ↑  (EN) RUSSIAN OFFENSIVE CAMPAIGN ASSESSMENT, JANUARY 7, 2023, su Institute for the Study of War. URL consultato il 25 luglio 2023.
158. ↑  (EN) Russian Offensive Campaign Assessment, March 24, su Institute for the Study of War, 24 marzo 2022. URL consultato il 22 luglio 2025 (archiviato il 25 marzo 2022).
159. ↑  (EN) Bakhmut: Fighting in the street but Russia not in control - deputy mayor, in BBC News, 4 marzo 2023. URL consultato il 25 luglio 2023.
160. ↑  (EN) Nadeem Badshah, Jane Clinton e Nadeem Badshah (now); Jane Clinton, As it happened: street fighting in Bakhmut as battle rages for control of the city, in the Guardian, 4 marzo 2023. URL consultato il 25 luglio 2023.
161. ↑  (EN) Wagner chief calls on Zelenskiy to abandon ‘encircled’ Bakhmut – video, in The Guardian, 4 marzo 2023, ISSN 0261-3077 (WC · ACNP). URL consultato il 22 luglio 2025.
162. ↑   Ukraine war: Bakhmut defenders double down - Zelensky.
163. ↑  Attentato San Pietroburgo, la confessione di Darya Trepova in un video: «Ho portato una statuetta che poi è esplosa»
164. ↑   L'esercito di Kiev: 'Il gruppo Wagner sarà distrutto a Bakhmut' - Mondo, su Agenzia ANSA, 25 aprile 2023. URL consultato il 27 aprile 2023.
165. ↑   Ucraina, la Wagner annuncia la presa di Bachmut - Mondo, su Agenzia ANSA, 20 maggio 2023. URL consultato il 20 maggio 2023.
166. ↑   Il ritiro della Wagner da Bakhmut, tra retroscena e lotte intestine, su formiche.net.
167. ↑   Kyiv says Bakhmut situation 'critical' as Wagner claims control, su aljazeera.com.
168. ↑   Zaporizhzhya Nuclear Plant Cut Off From Grid; Fighting Continues In Bakhmut, su rferl.org.
169. ↑  (EN) Samantha Schmidt, Alex Horton e Siobhán O'Grady, Ukrainian military begins counteroffensive to oust Russian occupiers, in The Washington Post, 8 giugno 2023. URL consultato il 29 aprile 2025.
170. ↑  (EN) A. B. C. News, Russia-Ukraine war updates: Russian missiles strike Zelenskyy's hometown, su ABC News. URL consultato il 29 aprile 2025.
171. ↑  (EN) Ukraine launches counteroffensive against Russia, su NBC News, 8 giugno 2023. URL consultato il 29 aprile 2025.
172. ↑  (EN) Ukraine army attacks Russian forces in southern Zaporizhzhia region, 9 giugno 2023. URL consultato il 29 aprile 2025.
173. ↑  (EN) Peter Beaumont, Intense fighting reported as Ukrainian forces go on attack south of Zaporizhzhia, in The Guardian, 8 giugno 2023. URL consultato il 29 aprile 2025.
174. ↑  (EN) Ukraine counteroffensive: Kyiv claims gains in Bakhmut, su POLITICO, 8 giugno 2023. URL consultato il 29 aprile 2025.
175. ↑  (EN) Ukraine counteroffensive ramps up, but meets stiff Russian resistance, su POLITICO, 9 giugno 2023. URL consultato il 29 aprile 2025.
176. ↑  (EN) Ukraine claims new gains in early phase of counteroffensive, in Reuters. URL consultato il 29 aprile 2025.
177. ↑   Ukraine will speed up advance on southern front, commander says, su reuters.com.
178. 1 2  (EN) With Russia revolt over, mercenaries' future and direction of Ukraine war remain uncertain, su AP News, 25 giugno 2023. URL consultato il 29 aprile 2025.
179. ↑  (EN) ‘There’s nobody on earth who can stop them’ What Wagner Group veterans have to say about Yevgeny Prigozhin’s armed rebellion, su Meduza. URL consultato il 29 aprile 2025.
180. ↑  (EN) Charles Maynes, Wagner Group chief says his mercenaries will halt their march on Moscow, in NPR, 24 giugno 2023. URL consultato il 29 aprile 2025.
181. ↑  (EN) Ukraine in maps: Tracking the war with Russia, 24 febbraio 2022. URL consultato il 29 aprile 2025.
182. ↑  (EN) Daniel Boffey, Ukraine desperate for help clearing mines, says defence minister, in The Guardian, 13 agosto 2023. URL consultato il 30 aprile 2025.
183. ↑  (EN) In Ukraine with the minesweepers: 'At times, it took me four days to clear 150 meters, there was no other option', 7 settembre 2023. URL consultato il 30 aprile 2025.
184. ↑  (EN) Russian ship hit in Novorossiysk, Black Sea drone attack, Ukraine sources say, 4 agosto 2023. URL consultato il 30 aprile 2025.
185. ↑   Russian navy vessel damaged in drone attack, su reuters.com.
186. ↑   Ukraine hits Russian naval targets in major Crimea attack, su reuters.com.
187. ↑  (EN) Marc Santora e Andrés R. Martínez, Ukraine Strikes the Headquarters of Russia’s Black Sea Fleet in Crimea, in The New York Times, 13 settembre 2023. URL consultato il 30 aprile 2025.
188. ↑  (UK) РФ зосередила в Україні понад 420 тис. своїх військових - ГУР Міноборони, su Інтерфакс-Україна. URL consultato il 30 aprile 2025.
189. ↑  (EN) Imtiaz Tyab, Omar Abdulkader, As Russia hits Ukraine's energy facilities with a deadly missile attack, fear mounts over nuclear plants - CBS News, su www.cbsnews.com, 21 settembre 2023. URL consultato il 30 aprile 2025.
190. ↑  (EN) Ukraine to receive US long-range ATACMS missiles, US media report, su Al Jazeera. URL consultato il 30 aprile 2025.
191. ↑  (EN) Karen DeYoung, John Hudson e Alex Horton, U.S. will send Ukraine long-range missiles, after delay, in The Washington Post, 22 settembre 2023. URL consultato il 30 aprile 2025.
192. ↑  (EN) Biden tells Zelenskyy U.S. will send Ukraine ATACMS long-range missiles, su NBC News, 22 settembre 2023. URL consultato il 30 aprile 2025.
193. ↑  (EN) David L. Stern, Alex Horton e Siobhán O'Grady, Ukraine hits headquarters of Russia’s Black Sea Fleet in Sevastopol, in The Washington Post, 22 settembre 2023. URL consultato il 30 aprile 2025.
194. ↑  (EN) James Kilner, Russian commanders killed in Storm Shadow missile strike, in The Telegraph, 23 settembre 2023. URL consultato il 30 aprile 2025.
195. ↑   Inside Ukraine's covert Center 73, where clandestine missions shape the war, su abcnews.go.com.
196. ↑  (EN) Carlotta Gall, Oleksandr Chubko e Olha Konovalova, Ukrainian Marines on ‘Suicide Mission’ in Crossing the Dnipro River, in The New York Times, 16 dicembre 2023. URL consultato il 30 aprile 2025.
197. 1 2  (EN) Lewis Page, Ukraine’s counter-offensive has failed for now – the West needs a new plan, in The Telegraph, 12 novembre 2023. URL consultato il 30 aprile 2025.
198. ↑  (EN) Zelenskyy on liberation: Crimea is waiting, but it will be mentally harder with Donbas, su Ukrainska Pravda. URL consultato il 30 aprile 2025.
199. ↑  (EN) Julian E. Barnes, Eric Schmitt e David E. Sanger, U.S. and Ukraine Search for a New Strategy After Failed Counteroffensive, in The New York Times, 11 dicembre 2023. URL consultato il 30 aprile 2025.
200. ↑  (EN) Washington Post staff, Alex Horton e Siobhán O'Grady, In Ukraine, a war of incremental gains as counteroffensive stalls, in The Washington Post, 4 dicembre 2023. URL consultato il 30 aprile 2025.
201. ↑  (EN) David Axe, The Russians Sent Three Brigades Toward Avdiivka. Just Two Came Back., in Forbes, 23 ottobre 2023.
202. ↑   Russia takes Avdiivka from Ukraine, biggest gain in nine months, in Reuters, 17 febbraio 2024.
203. ↑  (EN) Zelenskyy says Ukraine has taken back control in areas of Kharkiv region, aerial attacks continue, su AP News, 25 maggio 2024. URL consultato l'8 ottobre 2024.
204. ↑  (EN) Ukraine halts Russia's advance and unleashes a wave of drones on Crimea, su NBC News, 17 maggio 2024. URL consultato l'8 ottobre 2024.
205. ↑   US says Russia's advance on Kharkiv is 'all but over', su thehill.com.
206. ↑  (EN) Joe Barnes, Russian troops advance five miles after Ukrainians left front line unmanned, in The Telegraph, 24 aprile 2024. URL consultato l'8 ottobre 2024.
207. ↑  (EN) Institute for the Study of War, su Institute for the Study of War. URL consultato l'8 ottobre 2024.
208. ↑   Non si ferma l'avanzata russa nel Donetsk: cresce la paura del tracollo ucraino in primavera, su Il Fatto Quotidiano, 5 maggio 2024. URL consultato l'8 ottobre 2024.
209. ↑   How One Crack in the Line Opened a Path for the Russians, su nytimes.com.
210. ↑  (EN) Reporting from Ukraine, Frontline report: Ukrainian troops in Chasiv Yar face extensive bombing and numerous attacks, su Euromaidan Press, 7 aprile 2024. URL consultato l'8 ottobre 2024.
211. ↑  (EN) Ukraine army retreats from part of strategic Chasiv Yar as Russia advances, su Al Jazeera. URL consultato l'8 ottobre 2024.
212. ↑   Russia claims control of part of Chasiv Yar, Ukraine reports heavy fighting, su reuters.com.
213. ↑  (EN) Institute for the Study of War, su Institute for the Study of War. URL consultato l'8 ottobre 2024.
214. ↑  (EN) Julia Struck, Russians Advance on Toretsk, Ukrainian Troops Battle on Town’s Approaches, su Kyiv Post, 7 luglio 2024. URL consultato l'8 ottobre 2024.
215. ↑  (EN) Institute for the Study of War, su Institute for the Study of War. URL consultato l'8 ottobre 2024.
216. ↑  (EN) The fall of Prohres A new Russian breakthrough threatens Ukraine’s supply lines at the most vulnerable part of the front, su Meduza. URL consultato l'8 ottobre 2024.
217. ↑  (EN) Institute for the Study of War, su Institute for the Study of War. URL consultato l'8 ottobre 2024.
218. ↑  (EN) Russia takes Ukrainian town in advance on Pokrovsk, in Reuters, 8 settembre 2024. URL consultato l'8 settembre 2024.
219. ↑   Russian Offensive Campaign Assessment, September 10, 2024, su understandingwar.org.
220. ↑   Russian forces seize two more settlements in Donbass, DeepState reports, su english.nv.ua.
221. ↑   Russia secures biggest victory since February as it takes Ukrainian stronghold town of Vuhledar, su web.archive.org, 1º ottobre 2024. URL consultato l'8 ottobre 2024 (archiviato dall'url originale il 1º ottobre 2024).
222. ↑   Riccardo Piccolo, Perché la cattura della città ucraina di Vuhledar segna una svolta nella guerra, su Wired Italia, 3 ottobre 2024. URL consultato l'8 ottobre 2024.
223. ↑  (EN) russian Forces Amass Troops for Assaults in Kurakhove Direction | Defense Express, su en.defence-ua.com. URL consultato il 30 aprile 2025.
224. ↑  (EN) migrate, Russia Seizes New Donbass Settlement in Costly Campaign, su The National Interest, 28 dicembre 2024. URL consultato il 30 aprile 2025.
225. ↑  (EN) Russia claims capture of Ukrainian front-line town of Kurakhove, su www.bbc.com, 7 gennaio 2025. URL consultato il 30 aprile 2025.
226. ↑  (EN) Ukrainian forces defending Kurakhove thermal power plant amid intense fighting in Donetsk Oblast, military says, su The Kyiv Independent, 10 gennaio 2025. URL consultato il 30 aprile 2025.
227. ↑   Ukraine Launches Rare Cross-Border Ground Assault Into Russia - The New York Times, su web.archive.org, 8 agosto 2024. URL consultato l'8 ottobre 2024 (archiviato dall'url originale l'8 agosto 2024).
228. ↑  (EN) Ukraine's unprecedented attack on Kursk Oblast brings war back to Russian soil, su The Kyiv Independent, 7 agosto 2024. URL consultato l'8 ottobre 2024.
229. ↑   Ukraine Captures Russian Town, Zelensky Says, su nytimes.com.
230. ↑   L'Ucraina ha detto di aver preso il controllo della città russa di Sudzha, su Il Post, 16 agosto 2024. URL consultato l'8 ottobre 2024.
231. ↑  (EN) Ukraine’s swift push into the Kursk region shocked Russia and exposed its vulnerabilities, su AP News, 16 agosto 2024. URL consultato l'8 ottobre 2024.
232. ↑   Kursk, l’offensiva dura da un mese ma ora è in stallo, su rsi, 5 settembre 2024. URL consultato l'8 ottobre 2024.
233. ↑  (EN) Tim Lister, Eve Brennan, Allegra Goodwin, How Ukraine turned the war on its head with surprise attack on southern Russia, su CNN, 17 agosto 2024. URL consultato l'8 ottobre 2024.
234. ↑   Ukrainians cheer push into Russia but fear it comes at the cost of the east, su washingtonpost.com.
235. ↑   The Kremlin is close to crushing Pokrovsk, a vital Ukrainian town, in The Economist. URL consultato l'8 ottobre 2024.
236. ↑  (EN) Moscow sees one of Ukraine's largest drone attacks as fighting rages in Kursk and eastern Ukraine, su AP News, 21 agosto 2024. URL consultato l'8 ottobre 2024.
237. ↑  (EN) Renewed Ukrainian Offensive in Kursk | Hudson Institute, su www.hudson.org, 15 aprile 2025. URL consultato il 30 aprile 2025.
238. ↑  (EN) David Axe, Retreat! Ukrainian Brigades Appear To Be Evacuating Kursk., su Forbes. URL consultato il 30 aprile 2025.
239. ↑  (EN) The Moscow Times, Videos Show Russian Troops Retaking Kursk Region’s Sudzha, su The Moscow Times, 12 marzo 2025. URL consultato il 30 aprile 2025.
240. ↑  (EN) Mike Eckel, Russia Advances, Ukraine Struggles, The War Turns Grimmer For Kyiv, in Radio Free Europe/Radio Liberty, 3 gennaio 2025. URL consultato il 30 aprile 2025.
241. ↑   Russian forces take control of two settlements in eastern Ukraine, TASS says, su reuters.com.
242. ↑  (EN) Russia says its troops have captured a strategic town in eastern Ukraine, su AP News, 26 gennaio 2025. URL consultato il 30 aprile 2025.
243. ↑  (EN) Russia claims to have seized two new villages in eastern Ukraine, su Al Jazeera. URL consultato il 30 aprile 2025.
244. ↑  (EN) Over 10,000 applications to join military submitted by young recruits following introduction of 'special contracts,' Defense Ministry says, su The Kyiv Independent, 18 febbraio 2025. URL consultato il 30 aprile 2025.
245. ↑   I droni kamikaze iraniani usati dalla Russia: cosa sono, e come funzionano, in Corriere della Sera, 17 ottobre 2022.
246. ↑  (EN) States Parties, su The Convention on Cluster Munitions. URL consultato il 14 aprile 2025.
247. ↑   Casa Bianca conferma invio bombe a grappolo a Kiev. Biden:«Presa decisione difficile», su Il Sole 24 ORE, 7 luglio 2023. URL consultato l'8 luglio 2023.
248. ↑   Gianluca Brambilla, Biden: «La decisione di dare bombe a grappolo a Kiev è stata difficile ma giusta». L'Onu protesta: «Noi restiamo contrari», su Open, 7 luglio 2023. URL consultato l'8 luglio 2023.
249. ↑   La Casa Bianca conferma: "Invieremo bombe a grappolo a Kiev". Cosa sono e perché sono pericolose, su Today. URL consultato l'8 luglio 2023.
250. 1 2   House of Commons Library, Military assistance to Ukraine (PDF).
251. ↑  (EN) A. B. C. News, Turkey, Ukraine sign military cooperation agreements, su ABC News. URL consultato il 12 aprile 2022.
252. ↑   U.S. and NATO to surge lethal weaponry to Ukraine to help shore up defenses against Russia - CBS News, su ghostarchive.org. URL consultato il 12 aprile 2022.
253. ↑   NATO to deploy thousands of commandos to nations near Ukraine | Russia-Ukraine crisis News | Al Jazeera, su ghostarchive.org. URL consultato il 12 aprile 2022.
254. ↑  (EN) Germany to ship anti-aircraft missiles to Ukraine — reports, in Deutsche Welle, 3 marzo 2022. URL consultato il 12 aprile 2022.
255. ↑  (EN) Defence Secretary statement to the House of Commons on Ukraine: 9 March 2022, su gov.uk. URL consultato il 12 aprile 2022.
256. ↑  (EN) NATO has no plans to send troops into Ukraine, Stoltenberg says, in Reuters, 24 febbraio 2022. URL consultato il 12 aprile 2022.
257. ↑  (EN) How the response to Russia’s invasion would be different if Ukraine was a Nato member, su inews.co.uk, 25 febbraio 2022. URL consultato il 12 aprile 2022.
258. ↑  (EN) The west knows the cost of appeasement. We can’t rule out any option for stopping Putin | Ian Bond, su the Guardian, 22 febbraio 2022. URL consultato il 12 aprile 2022.
259. ↑  (EN) Simon Lewis e Ingrid Melander, NATO rejects Ukraine no-fly zone, unhappy Zelenskiy says this means more bombing, in Reuters, 4 marzo 2022. URL consultato il 12 aprile 2022.
260. ↑   February 26, 2022 Russia-Ukraine news, su ghostarchive.org. URL consultato il 13 aprile 2022.
261. ↑   February 26, 2022 Russia-Ukraine news, su ghostarchive.org. URL consultato il 13 aprile 2022.
262. ↑  (EN) EU shuts airspace to Russian airlines, will buy Ukraine arms, su AP NEWS, 27 febbraio 2022. URL consultato il 13 aprile 2022.
263. ↑  (EN) 'Watershed moment': EU to buy and deliver weapons to Ukraine, su euronews.com, 27 febbraio 2022. URL consultato il 13 aprile 2022.
264. ↑  (EN) EU tightens Russian sanctions and buys weapons for Ukraine, in Reuters, 27 febbraio 2022. URL consultato il 13 aprile 2022.
265. ↑  (EN) Eric Schmitt, The White House approves $200 million in arms and equipment for Ukraine., in The New York Times, 12 marzo 2022. URL consultato il 13 aprile 2022.
266. ↑  (EN) Robin Emmott e Ingrid Melander, NATO vows more help for Ukraine, begins planning to adapt to 'new reality', in Reuters, 16 marzo 2022. URL consultato il 13 aprile 2022.
267. ↑   Ukraine aid: Where the money is coming from, in 4 charts, su CNN.
268. ↑   Ukraine Military Spending/Defense Budget 1992-2024, su macrotrends.net.
«Ukraine military spending/defense budget for 2021 was $5.94B, a 0.31% increase from 2020.»
269. ↑  (EN) Operation ORBITAL explained: Training Ukrainian Armed Forces, su defencehq.medium.com. URL consultato l'11 aprile 2025.
270. ↑  (EN) Deborah Haynes, Russia-Ukraine tensions: UK sends 30 elite troops and 2,000 anti-tank weapons to Ukraine amid fears of Russian invasion, su news.sky.com. URL consultato l'11 aprile 2025.
271. ↑  (EN) Dan Sabbagh, Clea Skopeliti, UK troops sent to help train Ukrainian army to leave country, su theguardian.com. URL consultato l'11 aprile 2025.
272. ↑  (EN) UK to extend training programme for Ukrainian Armed Forces personnel throughout 2025, su gov.uk. URL consultato l'11 aprile 2025.
273. ↑  (EN) Dan Sabbagh, Kate Connolly, British soldiers 'on the ground' in Ukraine, says German military leak, su theguardian.com. URL consultato l'11 aprile 2025.
274. ↑  (EN) Larisa Brown, Defence Editor, The untold story of British military chiefs’ crucial role in Ukraine, su thetimes.com, 11 aprile 2025. URL consultato il 22 luglio 2025 (archiviato dall'url originale l'11 aprile 2025).
275. ↑  (EN) Georgian breakaway region says it sent troops to Ukraine to ‘help protect Russia’, su timesofisrael.com. URL consultato il 14 aprile 2022.
276. ↑  (EN) AFP, Georgia's Breakaway Region Sends Troops to Ukraine, su The Moscow Times, 26 marzo 2022. URL consultato il 14 aprile 2022.
277. ↑  (RU) Военных из Южной Осетии отправили в зону спецоперации на Украине, su РБК. URL consultato il 14 aprile 2022.
278. ↑  (EN) More S. Ossetian Servicemen Sent to Ukraine, su civil.ge, 28 marzo 2022. URL consultato il 14 aprile 2022.
279. ↑  (EN) Russia-Ukraine conflict: South Ossetian soldiers go to war "to finish off nazis", su English Jamnews, 16 marzo 2022. URL consultato il 14 aprile 2022.
280. ↑  (EN) Reports: Russia’s Tskhinvali Base Units Sent to Ukraine, su civil.ge, 16 marzo 2022. URL consultato il 14 aprile 2022.
281. ↑  (EN) Russia using weapons 'smuggled by Iran' in Ukraine | First Thing, su the Guardian, 12 aprile 2022. URL consultato il 14 aprile 2022.
282. ↑   «Fucili, droni, giubbotti antiproiettile e microchip: così la Cina arma la Russia». La rivelazione di Politico, su open.online.
283. ↑   "Armi alla Russia, Cina ha detto sì": le carte Usa, su adnkronos.com.
284. ↑   Seoul wants N Korean troops to leave Russia immediately, su bbc.com.
285. ↑   Doorstep statement by NATO Secretary General Mark Rutte following the North Atlantic Council briefing on the DPRK’s troop deployment to Russia, su nato.int.
286. ↑  (EN) Ukraine Project, Russian Offensive Campaign Assessment, November 25, 2024, in ISW Press, THE INSTITUTE FOR THE STUDY OF WAR. URL consultato il 27 novembre 2024.
287. ↑  (EN) Julian E. Barnes e Michael Schwirtz, Sending Troops to Help Russia Was North Korea’s Idea, U.S. Officials Say, in The New York Times, 23 dicembre 2024. URL consultato il 22 luglio 2025 (archiviato dall'url originale il 6 febbraio 2025).
288. ↑  (EN) North Korean troops are far from ‘cannon fodder,’ Ukrainian soldiers say, su POLITICO, 13 gennaio 2025. URL consultato il 20 gennaio 2025.
289. ↑  (EN) In a first, Russia confirms North Korean soldiers fought against Ukraine in Kursk region, su timesofindia.indiatimes.com. URL consultato il 26 aprile 2025.
290. ↑  (EN) Russia says retook Kursk from Ukraine with North Korean help, su rfi.fr. URL consultato il 26 aprile 2025.
291. ↑  (EN) Russia says it has fully retaken Kursk, but Ukraine says fighting continues, su aljazeera.com. URL consultato il 26a prile 2025.
292. ↑  (EN) Joel Guinto, Jean Mackenzie, N Korea confirms it sent troops to fight for Russia in Ukraine war, su bbc.com. URL consultato il 28 aprile 2025.
293. ↑  (EN) North Korea confirms soldiers sent to fight with Russia against Ukraine, su aljazeera.com. URL consultato il 28 aprile 2025.
294. ↑   Ukraine is asking foreigners to help fight Russia. Some are heeding the call, despite enormous risks., in The Washington Post, 1º marzo 2022.
295. ↑  (EN) Meet the Foreign Fighters Risking Their Lives in Ukraine, su Time. URL consultato il 14 aprile 2022.
296. ↑   US veterans head to Ukraine to fight, but Zelenskyy’s legion faces hurdles, su militarytimes.com, 14 marzo 2022.
297. ↑  (UK) Російські військові з легіону "Вільна Росія", які воюють за Україну, дали брифінг (відео) [Russian servicemen from the Free Russia Legion, who are fighting for Ukraine, gave a briefing (video)], su unian.ua. URL consultato il 6 aprile 2022.
298. ↑  (EN) Jason Lemon, Russia vows prosecution of foreign fighters after 16K join Ukraine, su Newsweek, 3 marzo 2022. URL consultato il 14 aprile 2022.
299. ↑  (EN) Ukraine war: Putin seeks foreign volunteers to fight in Ukraine, in BBC News, 11 marzo 2022. URL consultato il 14 aprile 2022.
300. ↑  (EN) Tom Ball, African fighters prepare to join Russian troops. URL consultato il 14 aprile 2022.
301. ↑  (EN) Over 66,200 Ukrainian men have returned from abroad to fight, says defence minister, in Reuters, 5 marzo 2022. URL consultato il 14 aprile 2022.
302. ↑   Ukraine — Internal Displacement Report — General Population Survey Round 3 (11 — 17 April 2022) | Displacement, su displacement.iom.int. URL consultato il 7 maggio 2022.
303. 1 2  (EN) Ukraine Refugee Situation, su Operational Data Portal dell'Alto Commissariato dell'ONU per i rifugiati. URL consultato il 15 marzo 2022.
304. ↑   EU countries agree to host Ukrainian refugees under exceptional protection scheme, in euronews.
305. ↑  (EN) Jorge Liboreiro, Brussels will apply a never-used EU law to host Ukrainian refugees, su euronews.com, 28 febbraio 2022. URL consultato il 2 marzo 2022 (archiviato il 1º marzo 2022).
306. ↑  (EN) Adele Peters, Where Ukrainian refugees are likely to find help and safety, su Fast Company, 25 febbraio 2022. URL consultato il 2 marzo 2022 (archiviato il 1º marzo 2022).
307. ↑  (EN)  Global Citizen, Can I Host a Refugee From Ukraine?
308. ↑   Alessandra Baldini, Ucraina: CdS; Italia co-sponsor, ma veto russo blocca condanna, in ONUItalia.com - Il giornale italiano delle Nazioni Unite, 25 febbraio 2022. URL consultato il 18 marzo 2022.
309. ↑   Il grande voto all’ONU contro la Russia, in Il Post, 3 marzo 2022. URL consultato il 18 marzo 2022.
310. ↑   Ucraina, Assemblea Onu approva risoluzione: "Fermare ostilità ora", in Vita.it, 2 marzo 2022. URL consultato il 18 marzo 2022.
311. ↑   ES‑11/1 ONU-GA, su undocs.org.
312. ↑  (EN) International Court orders Russia to ‘immediately suspend’ military operations in Ukraine, su UN News, 16 marzo 2022. URL consultato il 17 marzo 2022.
313. ↑   La Corte internazionale di giustizia dell'Onu condanna la Russia: fermate subito la guerra in Ucraina, su iltempo.it, 16 marzo 2022. URL consultato il 17 marzo 2022.
314. ↑   Paolo Busco e Filippo Fontanelli, Ucraina, la Corte Internazionale di Giustizia ordina alla Russia di fermare la guerra, in Corriere della Sera, 17 marzo 2022. URL consultato il 17 marzo 2022.
315. ↑  DECISIONE (PESC) 2022/338 DEL CONSIGLIO del 28 febbraio 2022.
316. ↑  DECISIONE (PESC) 2022/339 DEL CONSIGLIO del 28 febbraio 2022.
317. ↑   Alessandra Mignolli, L’Unione europea fornirà armamenti letali all’Ucraina. Considerazioni critiche sulla decisione del 28 febbraio 2022, su rivista.eurojus.it, Eurojus.it, 9 marzo 2022. URL consultato il 10 marzo 2022.
318. ↑  (EN) EU adopts new set of measures to respond to Russia’s military aggression against Ukraine, su consilium.europa.eu. URL consultato il 10 marzo 2022.
319. ↑  (EN) Guillermo Abril, Chief of EU diplomacy: ‘Countries can act on their own to cut off Russian oil and gas, in El País, Gruppo PRISA, 22 aprile 2022.
320. ↑  (EN) Council of Europe suspends Russia’s rights of representation, su coe.int. URL consultato il 14 marzo 2022.
321. ↑  (EN) Steven Erlanger, The Council of Europe suspends Russia for its attack on Ukraine., in The New York Times, 3 marzo 2022. URL consultato il 14 marzo 2022.
322. 1 2   Guido Raimondi, La Federazione russa annuncia il suo ritiro dal Consiglio d’Europa. Quali effetti sul sistema europeo di tutela dei diritti umani?, su Giustizia Insieme. URL consultato il 14 marzo 2022.
323. ↑  (EN) Russia quits Council of Europe rights watchdog, in Reuters, 15 marzo 2022. URL consultato il 16 marzo 2022.
324. ↑   Attivazione del Meccanismo di Mosca dell’OSCE sui diritti umani in relazione all’attacco russo in Ucraina, su delegazioneosce.esteri.it. URL consultato il 14 marzo 2022 (archiviato dall'url originale il 3 marzo 2022).
325. ↑  (EN) Global Affairs Canada, Statement by Ambassador Jocelyn Kinnear on the invocation of the Moscow mechanism to address the human rights and humanitarian impacts of Russia’s invasion and acts of war against Ukraine, su GAC, 3 marzo 2022. URL consultato il 14 marzo 2022.
326. ↑  (EN) Report on violations of international humanitarian and human rights law, war crimes and crimes against humanity committed in Ukraine since 24 february 2022 (PDF), su OSCE, 12 aprile 2022. URL consultato il 15 aprile 2022.
327. ↑  (EN) Ukraine: Ukrainian fighting tactics endanger civilians, su Amnesty International, 4 agosto 2022. URL consultato il 7 agosto 2022.
328. ↑   Mosca ha ristretto l'accesso a Facebook per i russi, su RaiNews. URL consultato il 18 marzo 2022.
329. ↑   Martina Stefanoni, Il governo russo chiude la radio “Eco di Mosca”, su balcanicaucaso.org, 15 marzo 2022. URL consultato il 18 marzo 2022.
330. ↑   Mosca minaccia blocco Wikipedia, false informazioni - Tlc, su Agenzia ANSA, 2 marzo 2022. URL consultato il 20 marzo 2022.
331. ↑   RT e Sputnik: UE ferma la propaganda del Cremlino, su punto-informatico.it. URL consultato il 18 marzo 2022.
332. ↑   L’Ue chiude la tv Rt e Sputnik: «Informazione tossica», su il manifesto, 2 marzo 2022. URL consultato il 18 marzo 2022.
333. ↑   Martina Napolitano, La distopia perversa di Putin, su balcanicaucaso.org, 7 marzo 2022. URL consultato il 18 marzo 2022.
334. ↑   Russia, Bbc, Cbs, Cnn e Bloomberg sospendono le attività dei loro corrispondenti, su rainews.it, 5 marzo 2022.
335. ↑  Armenia, Azerbaigian, Estonia, Georgia, Ungheria, Lettonia, Lituania, Polonia, Romania, Russia, Slovacchia e Ucraina
336. ↑   Facebook toglie censura ai post contro Russia, Mosca reagisce - Hi-tech, su Agenzia ANSA, 11 marzo 2022. URL consultato il 18 marzo 2022.
337. ↑  (EN) YouTube blocks Russian state-funded media, including RT and Sputnik, around the world, su France 24, 12 marzo 2022. URL consultato il 20 marzo 2022.
338. ↑  (EN) Andrea Shalal, IMF chief Georgieva says Ukraine war to lower global growth forecast, in Reuters, 10 marzo 2022. URL consultato il 25 marzo 2022.
339. ↑  (EN) Aditi Sangal, Adrienne Vogt, Meg Wagner, Jessie Yeung, Adam Renton, Maureen Chowdhury, Jason Kurtz and Mike Hayes CNN, Natural gas prices in Europe hit record high, spiking 60% since Tuesday, su CNN, 2 marzo 2022. URL consultato il 25 marzo 2022.
340. ↑  (EN) Ukraine war: How reliant is the world on Russia for oil and gas?, in BBC News, 25 marzo 2022. URL consultato il 25 marzo 2022.
341. ↑  (EN) Catherine Clifford, Why Europe is so dependent on Russia for natural gas, su CNBC, 24 febbraio 2022. URL consultato il 25 marzo 2022.
342. ↑  (EN) Ana Swanson, Ukraine Invasion Threatens Global Wheat Supply, in The New York Times, 24 febbraio 2022. URL consultato il 25 marzo 2022.
343. ↑  (EN) Russia’s invasion of Ukraine will likely ratchet American food prices even higher, experts say, in Washington Post. URL consultato il 25 marzo 2022.
344. ↑   How tensions in Ukraine could rile Egypt, in The Economist, 3 febbraio 2022. URL consultato il 25 marzo 2022.
345. ↑   As Ukraine crisis deepens, China lifts all wheat-import restrictions on Russia, su scmp.com.
346. ↑  (EN) Gazprom resumes westbound gas flows via Yamal pipeline to Germany, in Reuters, 3 marzo 2022. URL consultato il 25 marzo 2022.
347. ↑  (EN) Vladimir Soldatkin, Analysis: Hoping for cheaper gas to come, Europe reverses Russian link to tap storage, in Reuters, 30 dicembre 2021. URL consultato il 25 marzo 2022.
348. ↑  (EN) Ukrtransgaz says Ukraine bans exports of gas from its underground storages, in Financial Post, 3 marzo 2022. URL consultato il 25 marzo 2022.
349. ↑   IMF, World Bank Chiefs Warn Of Global Impacts From Ukraine War, su barrons.com.
350. ↑  (EN) Patricia Kowsmann and Ian Talley, Russia Sanctions Over Ukraine Largely Spare Energy Sector, Vital to Europe, in Wall Street Journal, 27 febbraio 2022. URL consultato il 31 marzo 2022.
351. ↑   Food is unlikely to be part of sanctions against Russia, says agriculture firm, su cnbc.com.
352. ↑   MENA faces a crisis as the world’s key wheat producers are at war, su aljazeera.com.
353. ↑  (EN) Central Asia Takes Economic Hit From Russian War In Ukraine Sooner Than Expected, su RadioFreeEurope/RadioLiberty. URL consultato il 31 marzo 2022.
354. ↑   Russia's Invasion of Ukraine Bodes Good Business for Arms Manufacturers Worldwide, su The Wire. URL consultato il 31 marzo 2022.
355. ↑  (EN) Dan Grazier, Defense-spending hawks see an opportunity in Russia's war on Ukraine, su Business Insider. URL consultato il 31 marzo 2022.
356. ↑  (EN) Investor's Business Daily, The New Arms Race: What That Means For Defense Stocks, su Investor's Business Daily, 4 marzo 2022. URL consultato il 31 marzo 2022.
357. ↑   Mark Thompson and Chris Liakos, CNN Business, Russian stocks crash 33% and ruble plunges to record low, su CNN. URL consultato il 12 aprile 2022.
358. ↑   Amit Mudgill, Russian stocks nosedive 50% as trading resumes on Moscow Exchange, in The Economic Times. URL consultato il 12 aprile 2022.
359. ↑  (EN) Reuters, Russian central bank decides not to reopen stock market trading next week, in Reuters, 12 marzo 2022. URL consultato il 12 aprile 2022.
360. ↑   Russia Keeps Stock Trading Shut in Nation’s Longest Closure, su bloomberg.com. URL consultato il 12 aprile 2022.
361. ↑   Il nuovo decreto russo sui pagamenti per il gas, spiegato, su ilpost.it.
362. ↑   La Russia torna agli accordi di Bretton Woods. Una manna per il rublo, su milanofinanza.it.
363. ↑   Russia pegs the ruble to gold in game-changing move, su english.pravda.ru.
364. ↑   MF Milano Finanza, Il rublo torna al suo valore pre-bellico, che smacco per l'Occidente - MilanoFinanza.it, su Milano Finanza, 31 marzo 2022. URL consultato il 12 aprile 2022.
365. ↑   Vola il surplus commerciale della Russia. Nel primo trimestre 2022 l'avanzo commerciale russo superò i 58 miliardi di dollari, il doppio dell'anno prima, su Il Fatto Quotidiano, 11 aprile 2022. URL consultato il 12 aprile 2022.
366. ↑  (EN) Russia Cut to Junk Rating by S&P, Ukraine’s Rating Lowered, su WSJ. URL consultato il 12 aprile 2022.
367. ↑  (EN) "Live updates: Russia invades Ukraine, country braces for major Donbas offensive", su CNN, 11 aprile 2022. URL consultato il 12 aprile 2022.
368. ↑   Putin perde pezzi: la guerra in Ucraina fa allontanare dalla Russia i suoi alleati in Est Europa, su la Repubblica, 26 febbraio 2022. URL consultato il 25 marzo 2022.
369. ↑   Michele Nones, Il cambio di passo verso la difesa comunitaria, su AffarInternazionali, 23 marzo 2022. URL consultato il 4 aprile 2022.
370. ↑  (EN) Kristi Raik, EU defence facing Russia: Eastern European security after the invasion of Ukraine – European Council on Foreign Relations, su ECFR, 2 marzo 2022. URL consultato il 25 marzo 2022.
371. ↑   Georgia and Moldova apply to join EU | Financial Times, su ft.com, 3 marzo 2022. URL consultato il 25 marzo 2022 (archiviato dall'url originale il 3 marzo 2022).
372. ↑  (EN) Climate change: EU unveils plan to end reliance on Russian gas, in BBC News, 8 marzo 2022. URL consultato il 25 marzo 2022.
373. ↑   Elio Calcagno, Numeri e implicazioni della svolta tedesca sulla difesa, su AffarInternazionali, 30 marzo 2022. URL consultato il 3 aprile 2022.
374. ↑  (EN) The Cost of European Security, su carnegieeurope.eu, 15 settembre 2015.
375. ↑   Italia centrerà obiettivo Nato spesa difesa a 2% Pil in 2028 - Draghi, su msn.com, 31 marzo 2022.
376. ↑  (EN) Italy clinches gas deal with Algeria to temper Russian reliance, su reuters.com, 11 aprile 2022.
377. ↑  (EN) Germany speeds up renewable energy push due to Ukraine invasion, su euronews.com, 28 febbraio 2022. URL consultato il 25 marzo 2022.
378. ↑  (EN) The Associated Press, Neutral Finns and Swedes reconsider idea of NATO membership, in NPR, 3 marzo 2022. URL consultato il 25 marzo 2022.
379. ↑   Anche Norvegia e Finlandia forniranno armi all'Ucraina, su rainews.it. URL consultato il 25 marzo 2022.
380. ↑  (EN) In one week of war, Russia’s invasion of Ukraine may have veered history in a new direction, in Washington Post. URL consultato il 25 marzo 2022.
381. ↑  (EN) Ukraine war: Austria's chancellor Nehammer is first European leader to visit Putin since invasion, su euronews.com, 11 aprile 2022.
382. ↑   La Svizzera rompe la neutralità e si adatta alle sanzioni contro Mosca, su Agi. URL consultato il 25 marzo 2022.
383. ↑   Perché l’India non condanna le azioni russe in Ucraina - Sicurezza internazionale LUISS [collegamento interrotto], su sicurezzainternazionale.luiss.it, 3 marzo 2022. URL consultato il 28 marzo 2022.
384. ↑   Guerra Russia-Ucraina, ministro esteri Cina: “Deploriamo lo scoppio del conflitto”, su tg24.sky.it, 1º marzo 2022.
385. ↑   Guerra Russia Ucraina, in Serbia arrivano aerei e missili cinesi, su informazione.it, 11 aprile 2022.